# Республика Корея
Респу́блика Коре́я (кор. 대한민국?, 大韓民國?, МФА: [tɛɦa̠nminɡuk̚], Коре́йская Респу́блика) — государство в Восточной Азии, широко известное под неофициальным названием Ю́жная Коре́я.
Площадь страны составляет 100 449 км²; население, по оценке 2023 года, — более 51 миллиона человек. Занимает 107-е место в мире по территории и 27-е по населению.
Государство расположено в южной части Корейского полуострова. Имеет единственную сухопутную границу с Корейской Народно-Демократической Республикой (государства разделены демилитаризованной зоной) и морскую — с Японией. С запада страна омывается Жёлтым морем, с востока — Японским морем, а с юга — Корейским проливом и Восточно-Китайским морем.
Столица и крупнейший город — Сеул, другие крупные города — Пусан, Инчхон, Тэгу, Тэджон, Кванджу, Сувон, Ульсан и Чханвон. Государственный язык — корейский.
Унитарное государство, президентская республика. Президент страны с 4 июня 2025 года — Ли Чжэ Мён, премьер-министр с 3 июля 2025 года — Ким Мин Сок. Законодательная власть принадлежит Национальному собранию во главе с председателем.
Подразделяется на 16 административно-территориальных единиц, из которых 9 являются провинциями, 6 — городами-метрополиями со статусом, приравненным к провинциям, и 1 — городом особого статуса (Сеул).
Республика Корея — моноэтническое государство, корейцы составляют около 95 % населения. По состоянию на декабрь 2023 года, в Республике Корея проживает 2 507 584 иностранных граждан, что составляет около 4,89 % населения страны. Более 65 % населения страны нерелигиозны, основные религии — буддизм и христианство.
Индустриальное государство с развитой экономикой. Объём ВВП по ППС за 2018 год составил 2,139 триллиона долларов США (около 41 400 долларов США на душу населения). Денежная единица — южнокорейская вона.
По результатам Второй мировой войны Корея, в 1910—1945 годах находившаяся под управлением Японской империи, была разделена на северную часть, перешедшую в ведение СССР, и южную, контролируемую США. Республика Корея была основана 15 августа 1948 года в пределах американской зоны, после чего 9 сентября на территории советской зоны была провозглашена Корейская Народно-Демократическая Республика. Последовавшая за этим Корейская война (1950—1953) закрепила разделение страны.
Сохраняющееся напряжение в отношениях с КНДР вынуждает Республику Корея содержать седьмые по численности действующих войск вооружённые силы.

## Название

Физическая карта Республики Корея

На корейском языке Республика Корея называется Тэханмингук (кор. 대한민국?, 大韓民國? МФА: [ˈtɛ̝ːɦa̠nminɡuk̚]о файле). Чаще используется сокращение полного названия — Хангук (한국, 韓國) или Тэхан (대한, 大韓). Иногда говорят также Намхан (남한), что значит «Южная Хан», в противовес Пукхан (북한, 北韓), «Северная Хан», то есть Северной Корее.
Слово Хан относится к древним племенным союзам Самхан, находившимся на территории Корейского полуострова, а слово «Корея» происходит от названия государства Корё, существовавшего на полуострове в 918—1392 годах нашей эры. Название «Корё», в свою очередь, восходит к древнему государству Когурё, которое в эпоху своего расцвета занимало северную часть Корейского полуострова, а также часть территории современного северо-восточного Китая и нынешнего российского Приморского края.

## География

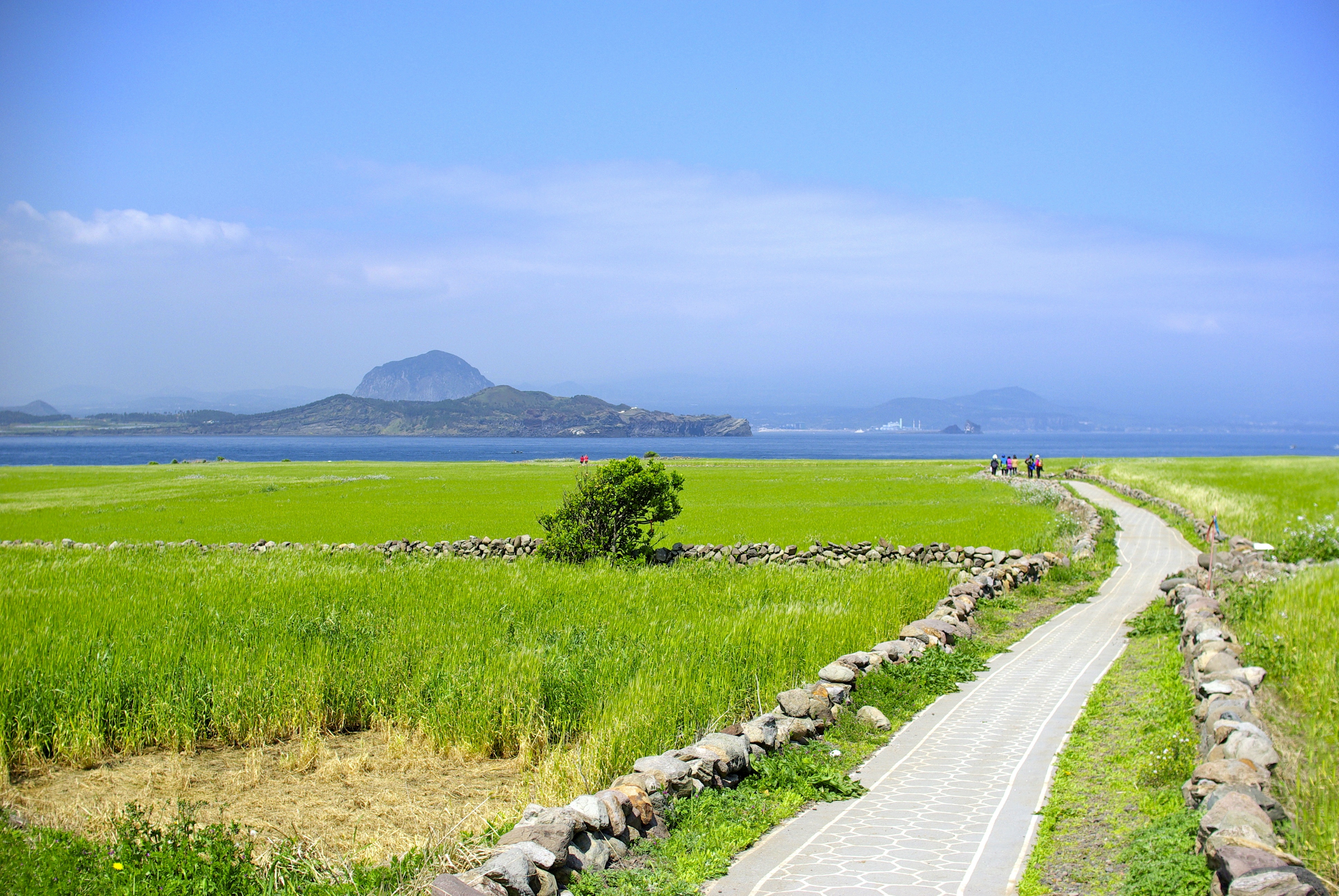
Вид на юг острова Чеджудо

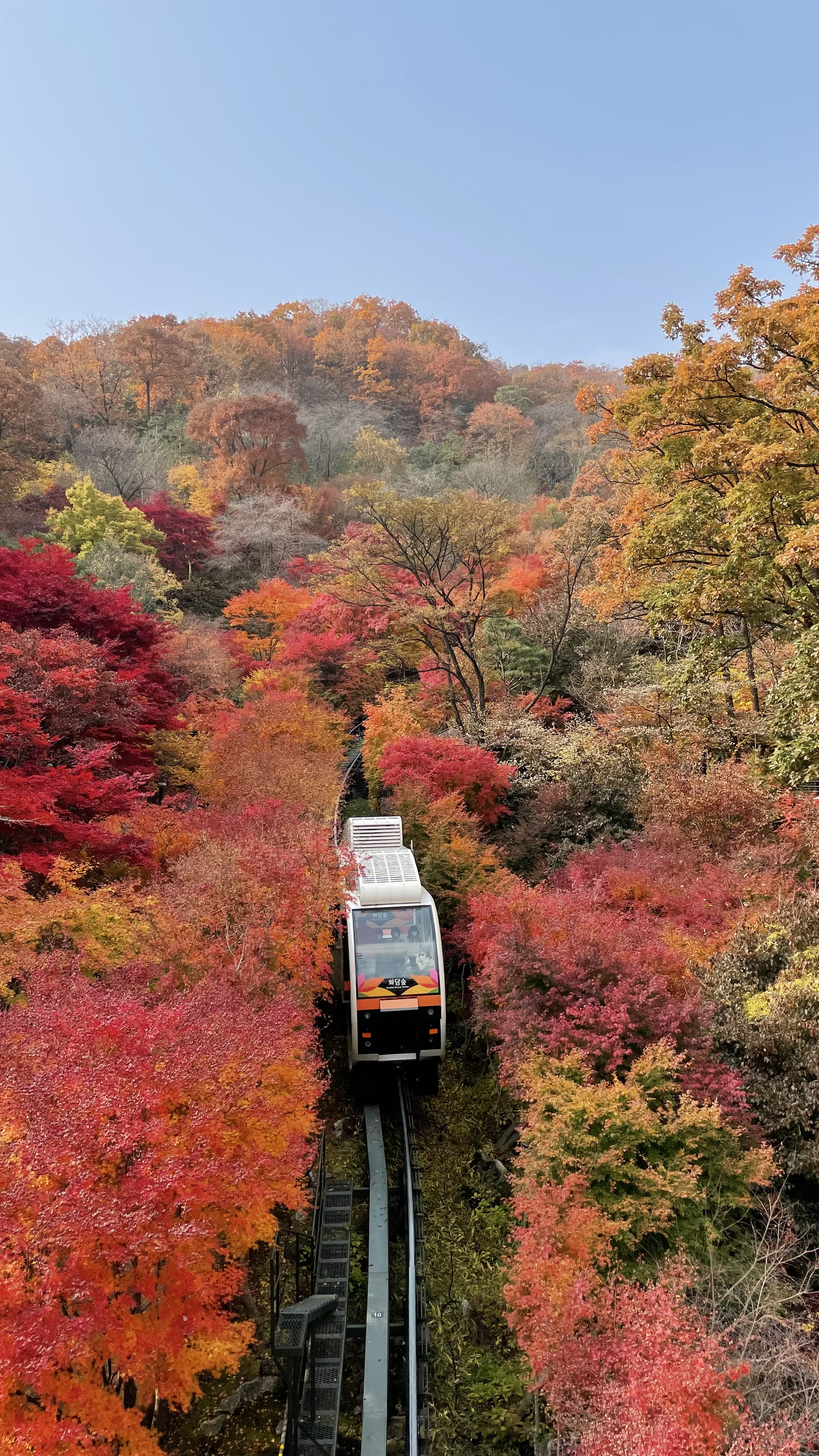
Осень в Республике Корея

Республика Корея занимает южную часть Корейского полуострова, выступающего на 1100 км из основной части Азии. С запада полуостров омывается Жёлтым морем (в Корее его называют «Западным»), с востока — Японским морем (в Корее его называют «Восточным»), а с юга — Корейским проливом и Восточно-Китайским морем (в Корее всё это называют «Южным морем»). Общая площадь страны — 99 720 км².
Ландшафт страны — преимущественно горный; равнины занимают лишь её 30 % территории.
У берегов имеется порядка 3000 островов, преимущественно небольших и необитаемых. Крупнейший остров — Чеджудо.

### Рельеф и полезные ископаемые

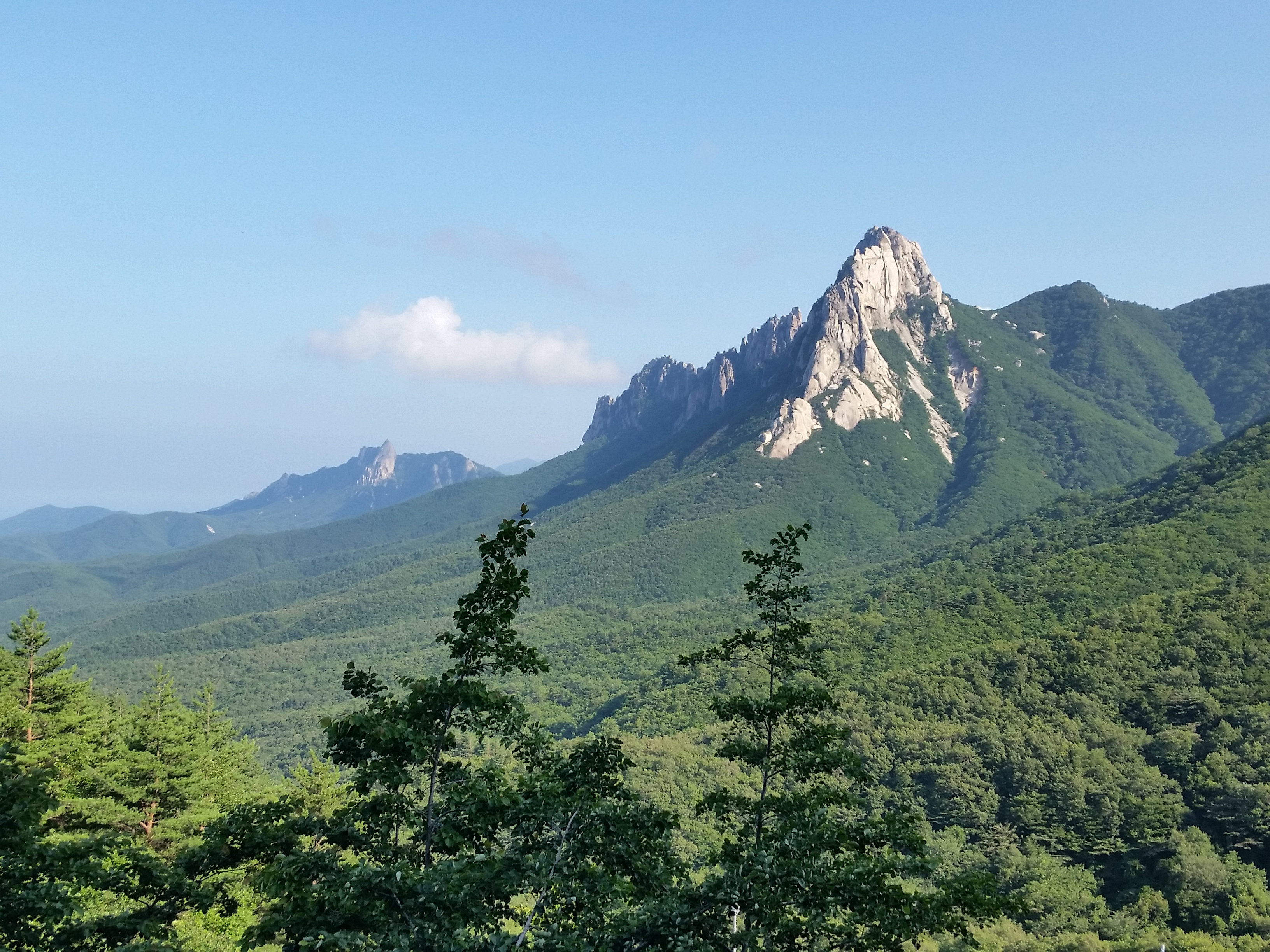
Восточно-Корейские горы

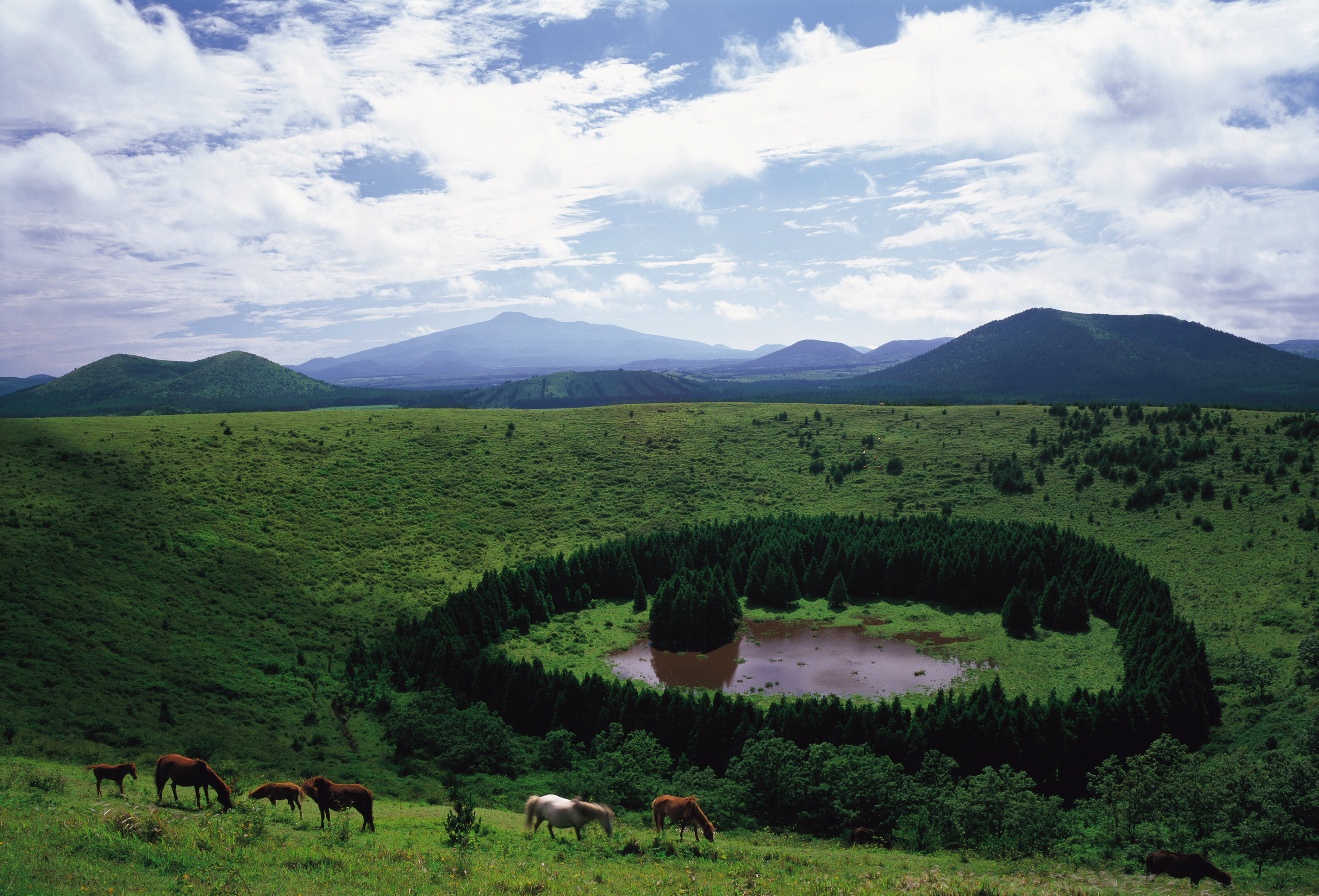
Возвышенности Чеджудо

Высочайшей точкой Южной Кореи является вулкан Халласан (1947 м), находящийся на острове Чеджудо. Восток и центр страны заняты Восточно-Корейскими горами, которые состоят из осевых (Тхэбэк, Кёнсан) и боковых (Собэк, Норён, Чхарён) горных цепей. Наибольшими высотами обладают горы Чирисан (1915 м) на хребте Собэк и Сораксан (1708 м) на хребте Тхэбэк.
На западе и юге страны расположились небольшие равнины и низменности, в которых сосредоточена большая часть населения Южной Кореи.
В Корее имеются лишь небольшие по запасам месторождения золота, серебра, вольфрама, железной руды, свинца, цинка, графита и др. Бо́льшую часть ресурсов приходится импортировать из-за границы.

### Климат
Климат страны — преимущественно умеренный муссонный. На южном побережье и острове Чеджудо — субтропический муссонный. Для Кореи характерны внетропические муссоны, не связанные с сезонными миграциями экваториальной депрессии. Зимний муссон направлен из азиатского антициклона в алеутскую депрессию и экваториальную депрессию над южным полушарием, с ним приходит холодный воздух из Сибири и Монголии. Жёлтое и Японское моря, субтропическое солнце и Маньчжуро-Корейские горы смягчают климат, делая его более тёплым и менее континентальным. Летом из тихоокеанского антициклона исходит пассат, который по пути в азиатскую депрессию превращается в летний муссон. Он поставляет тропический морской воздух с обильными дождями. Сталкиваясь с западным переносом, летний муссон затекает под него снизу, а западные ветра продолжают дуть поверх муссона. Иногда муссон даёт сбой, тогда западный поток достигает земли. В начале лета муссон может дуть из Японского и Охотского морей, неся умеренный морской воздух. Ущерб экономике Южной Кореи наносят тайфуны, иногда (летом и осенью) навещающие страну.
Зима в Республике Корея относительно солнечная и сухая, на острове Чеджудо и восточном побережье она более влажная. Средние температуры января составляют 0…−4 °С в центре и на западе страны, −4…−7 °С — в горах на северо-востоке, −1…+3 °С — на восточном и южном побережье и до +6 °С — на о. Чеджудо. Абсолютные минимумы температуры достигают на большей части страны −15…−25 °С и уменьшаются до −5…−15 °С в субтропиках.
Лето жаркое, влажное и продолжительное. Средние температуры августа изменяются от +24 °С на восточном побережье до +26 °С на юго-западе страны и о. Чеджудо. В горах с высотой лето становится прохладнее и короче. Среднегодовое количество осадков колеблется от 1000 мм в материковых районах до 1800 мм на о. Чеджудо. Большая их часть приходится на летний сезон. Средняя температура воды в августе в открытой части Восточного моря (Японского моря) и Корейского пролива повышается от +23 °С на севере до +27 °С близ о. Чеджудо. В мелководных бухтах теплее.

### Растительность
На территории Северной и Южной Кореи встречается около 3400 видов сосудистых растений. Большая часть страны лежит в умеренном поясе и относится к зонам широколиственных и муссонных предсубтропических лесов (к суббореальным ландшафтам). Внутри этих зон имеются высотные пояса и участки с хвойно-широколиственными и сосновыми лесами. В прибрежных районах и низкогорьях полуострова на месте богатой коренной растительности распространились антропогенные ландшафты и вторичные бедные по составу леса. На острове Чеджудо имеется субтропический пояс с зоной субтропических влажных лесов, в которых, помимо листопадных, присутствует значительная доля вечнозелёных и теплолюбивых хвойных пород.

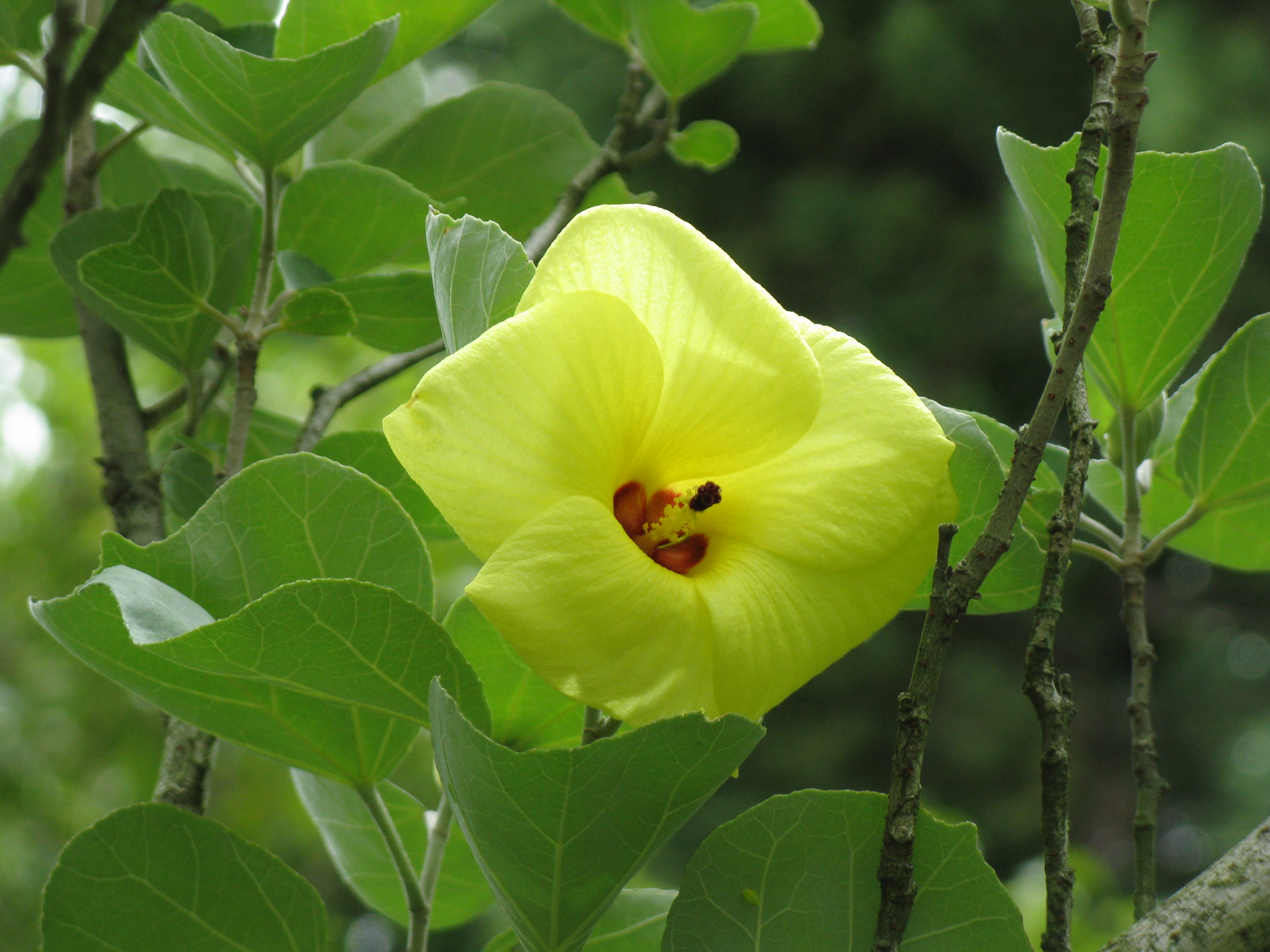
Гибискус Хамабо — эндемик Кореи
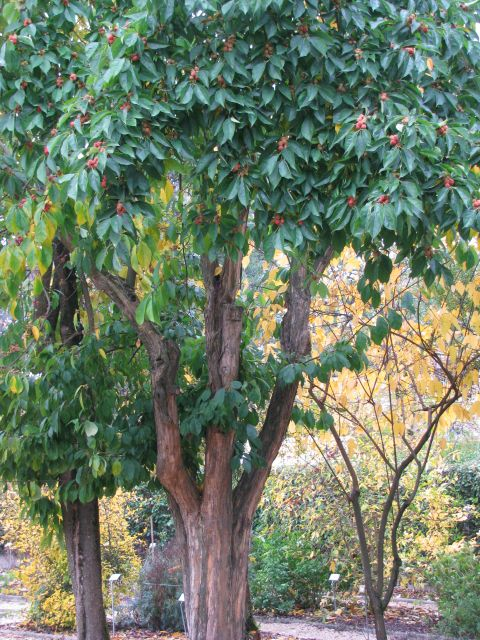
Маклюра триостренная
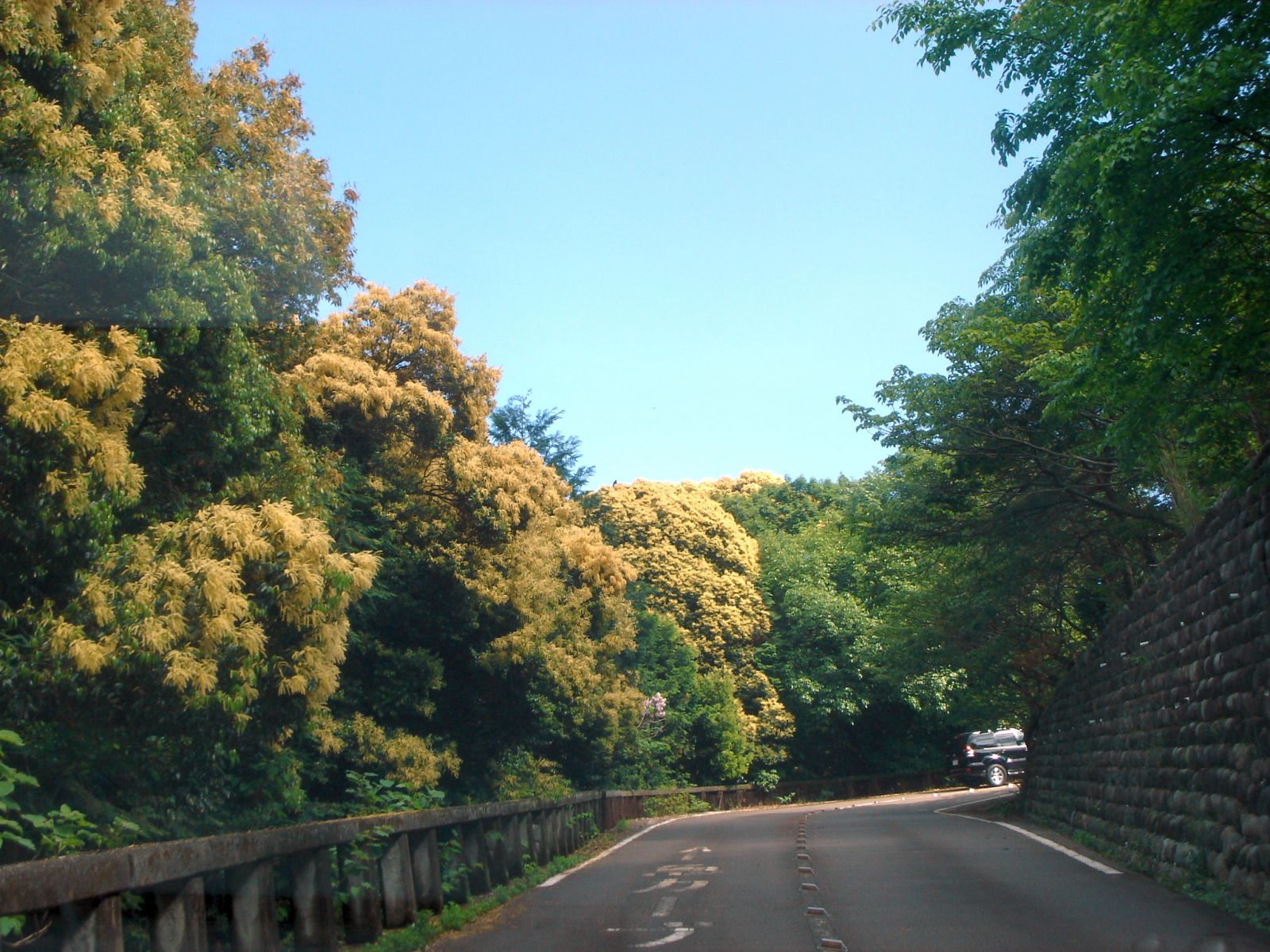
Цветущие кастанопсисы
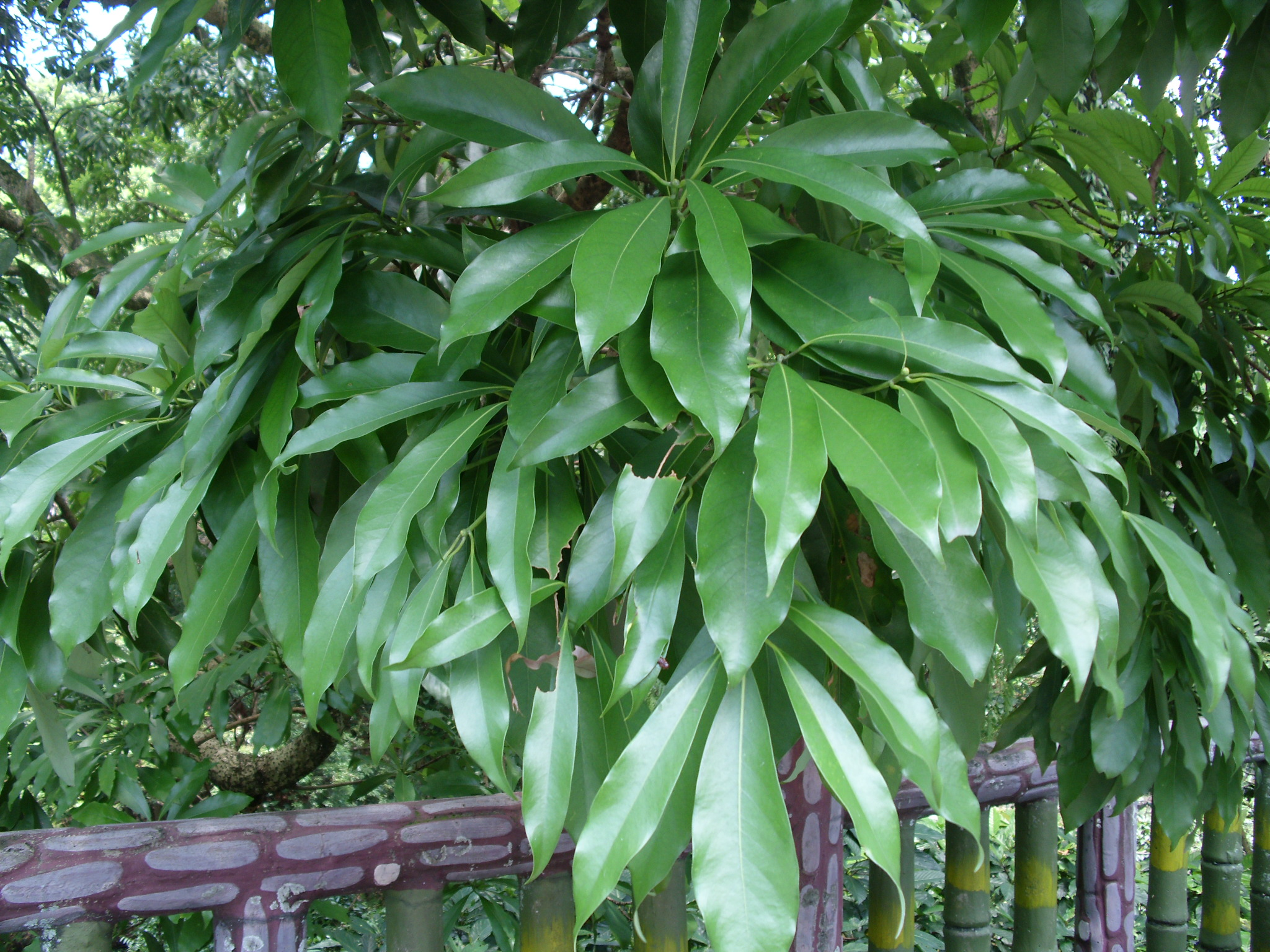
Махил японский (лавровые)
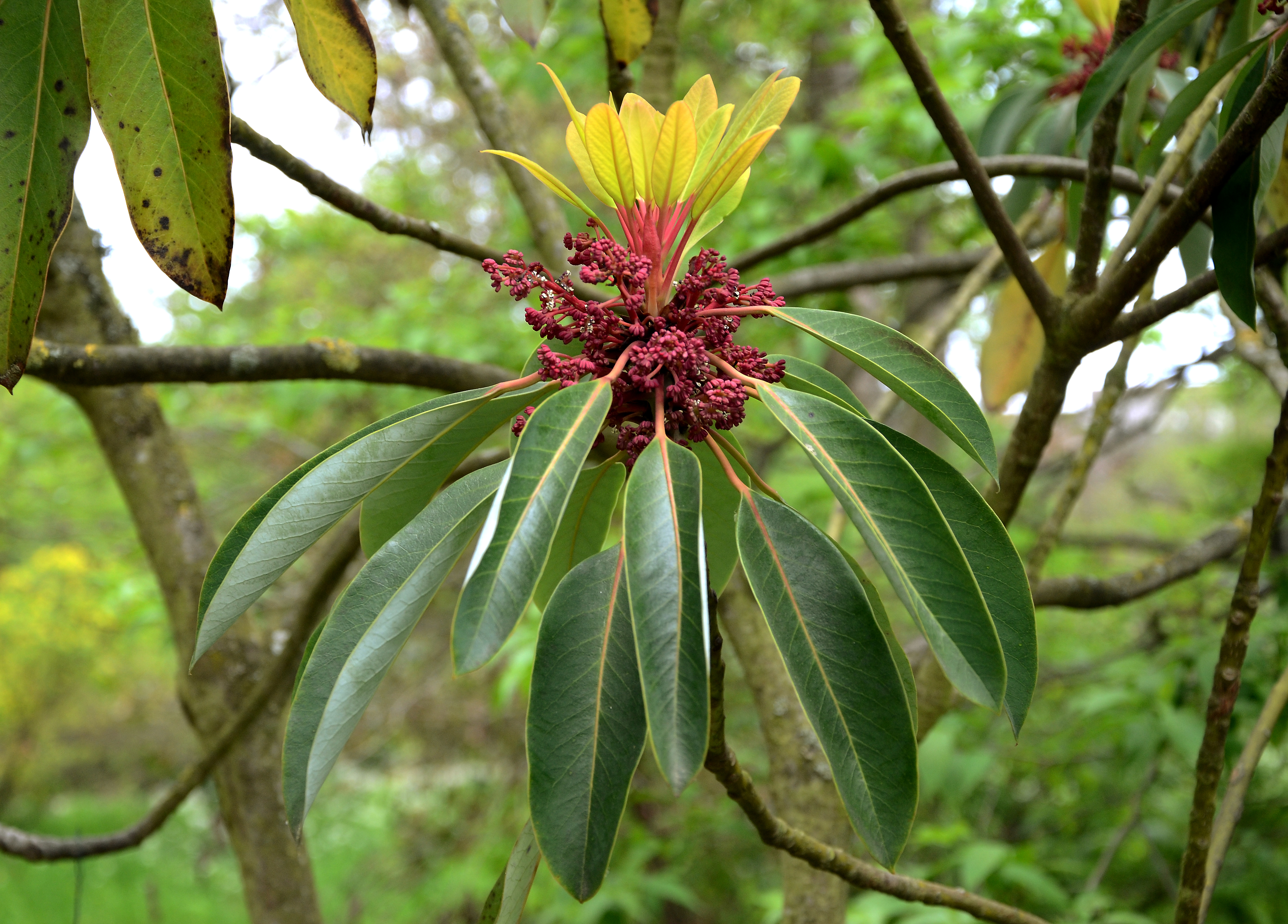
Волчелистник крупноножковый
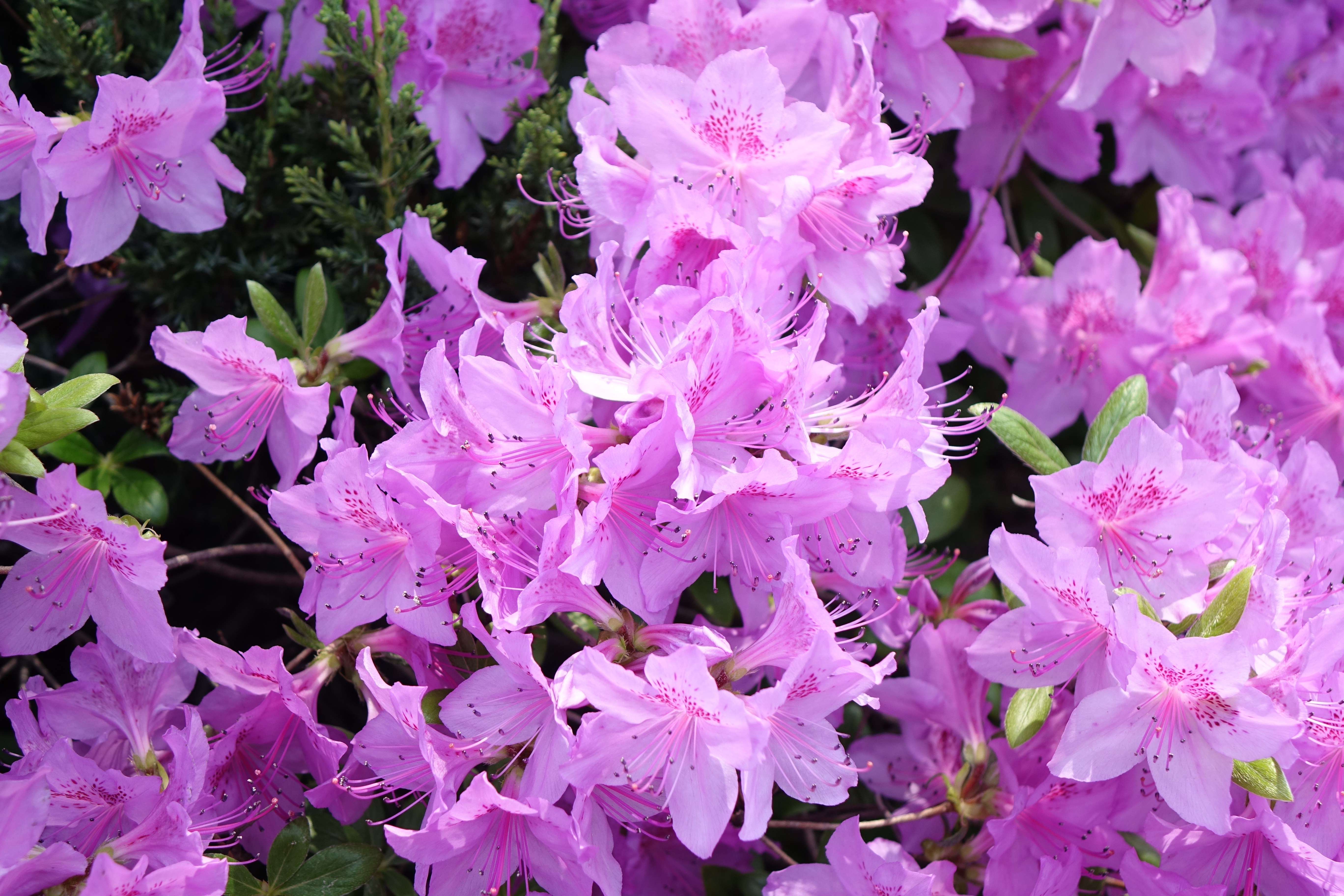
Рододендрон (R. yedoense)

Из-за холодного «дыхания» Сибири в субтропиках Кореи вымерли сохранившиеся в Японии аборигенные виды пальм, цитрусов, бананов и мангровых деревьев. В настоящее время пальмы, цитрусы и бананы используются в городском озеленении и садах страны. Кроме того, существуют искусственные лесопосадки метасеквойи, криптомерии, кунингамии, кипарисовика и подокарпа, часть из которых произрастала здесь до ледникового периода.
Похолодание плейстоцена тем не менее смогло пережить большое число хвойных, листопадных и вечнозелёных древесных пород. Подробнее о них в можно прочитать статье «География Республики Корея».

## История

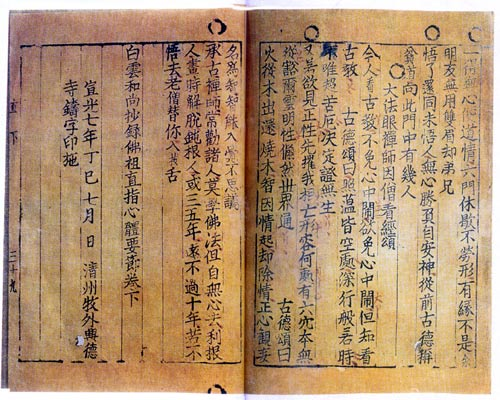
Чикчи

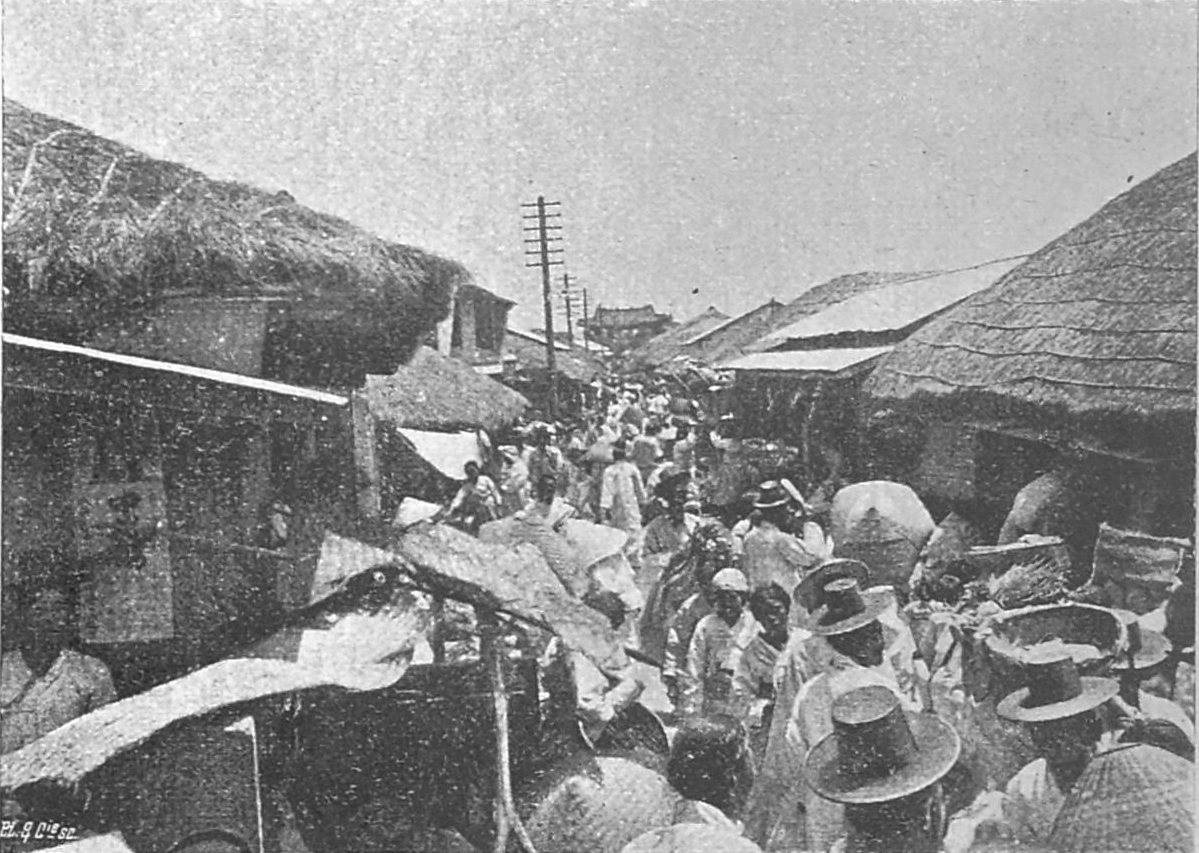
Корейцы на улицах в 1908 г.

История Южной Кореи начинается с советско-американского соглашения в конце лета 1945 года о разделении сфер влияния на полуострове. По этому договору, часть Кореи южнее 38 параллели переходила под юрисдикцию США, северная же — под юрисдикцию Советского Союза.
В истории страны чередовались периоды демократического и авторитарного управления. Гражданские правительства в стране пронумерованы от Первой Республики Ли Сын Мана до нынешней Шестой Республики.
Первая Республика, демократическая в начале, становилась всё более автократической вплоть до своего окончания в 1960 году. Вторая Республика основывалась на демократических принципах, но была свергнута менее чем за год, после чего в стране появилось военное правительство. Третья, Четвёртая и Пятая Республики номинально считались демократическими, однако считается, что они были продолжением военного управления. С установлением Шестой Республики управление страной вновь вернулось на демократические рельсы.
Со времён своего основания Южная Корея прошла большой путь в развитии своего образования, экономики и культуры. В 1960-х годах страна была одной из беднейших в регионе, тогда как сейчас представляет собой современное развитое промышленное государство. Начиная с 1990-х годов корейская поп-музыка, телевизионные сериалы и кинематограф становятся всё более популярными в других странах мира, особенно в Юго-Восточной Азии — феномен, известный как «корейская волна».
29 октября 2022 года в районе Итхэвон произошла давка, в результате которой погибло порядка 150 человек. Из них 4 гражданина РФ. Президент страны объявил национальный траур.

## Политика и государственное устройство

### Президент
Главой государства в Республике Корея является президент. Со 2 мая 2025 года его обязанности исполняет второй вице-премьер и министр образования Ли Джу Хо.
3 декабря 2024 года президент Республики Корея Юн Сок Ёль объявил военное положение, объясняя это необходимостью «поддержания конституционного порядка» и угрозой со стороны Северной Кореи. Через несколько часов парламент отменил это решение, чему президент подчинился. Рейтинг Юн Сок Ёля упал до 16-17 %, что способствовало обострению политической ситуации.
После импичмента президента Юн Сок Ёля 14 декабря и импичмента премьер-министра Хан Док Су 27 декабря обязанности президента исполнял вице-премьер Чхве Сан Мок. 24 марта 2025 года Конституционный суд отклонил импичмент премьер-министра Хан Док Су, также восстановив его в должности исполняющего обязанности президента. Однако 1 мая Хан Док Су подал в отставку для участия в президентских выборах. Вслед за ним в отставку, на фоне готовящегося импичмента, ушёл и вице-премьер Чхве Сан Мок, который должен был принять на себя исполнение обязанностей главы государства.

### Парламент
Имеется однопалатное Национальное собрание (300 мест).
246 депутатов избираются по мажоритарной системе с относительным большинством голосов в одномандатных округах, 54 — по национальным партийным спискам с 5-процентным заградительным барьером. Срок депутатских полномочий — 4 года.
Выборы в парламент начали проводиться с 1948 года. С 1972 по 1988 годы в стране существовал диктаторский строй и выборы фактически являлись фиктивными. С 1988 года Республика Корея стала демократической страной, в которой выборы в парламент проходят раз в пять лет.
Парламент Республики Корея обладает правом отменять введение чрезвычайного положения, если сочтёт, что для этого нет оснований. Парламент проголосовал за отмену военного положения от 3 декабря 2024 года, продемонстрировав баланс между законодательной и исполнительной властью.

### Политические партии
Основными самыми крупными партиями в стране считаются следующие:
- Демократическая партия — оппозиционная социал-либеральная.
- Сила народа — правящая правоконсервативная.
- Корейская инновационная партия — оппозиционная социал-либеральная.
- Партия новых реформ — оппозиционная консервативная.
- Партия справедливости — оппозиционная внепарламентская левоцентристская.

### Права человека
Критику южнокорейских правозащитников вызывает Закон о государственной безопасности, принятый ещё в 1948 году. Этот закон определяет Северную Корею как «антигосударственную организацию» и практически запрещает распространение в позитивном ключе любой информации о КНДР. Попытка выехать на территорию КНДР без разрешения южнокорейского правительства карается тюремным заключением сроком до 10 лет. На территории Южной Кореи блокируются северокорейские сайты.
До 1990-х годов в Южной Корее практиковалось длительное содержание в тюрьмах людей, симпатизирующих идеям чучхе и желающим выехать в Северную Корею. Эти заключённые получили звание «Долгосрочных узников».
Согласно данным Международной амнистии, расплывчатые формулировки закона о государственной безопасности «используются для того, чтобы произвольно преследовать отдельных людей и целые группы, якобы критикующие действия правительства, и особенно — политику в отношении Северной Кореи. Пользователи социальных сетей, обсуждающие на этих площадках такие острые вопросы, как проблемы Северной Кореи, всё чаще становятся фигурантами уголовных дел и оказываются под судом». Так, 1 декабря 2015 года девять врачей и три студента медицинских вузов были обвинены в государственной измене и пропаганде в пользу КНДР, так как у них были обнаружены северокорейские материалы, пропагандирующие идеи чучхе, а также мемуары Ким Ир Сена и Ким Чен Ира. Следователи установили, что при помощи электронной рассылки обвиняемые призывали к вооружённой борьбе. В результате, в 2017 году обвиняемые были приговорены к условному сроку.

## Административное деление

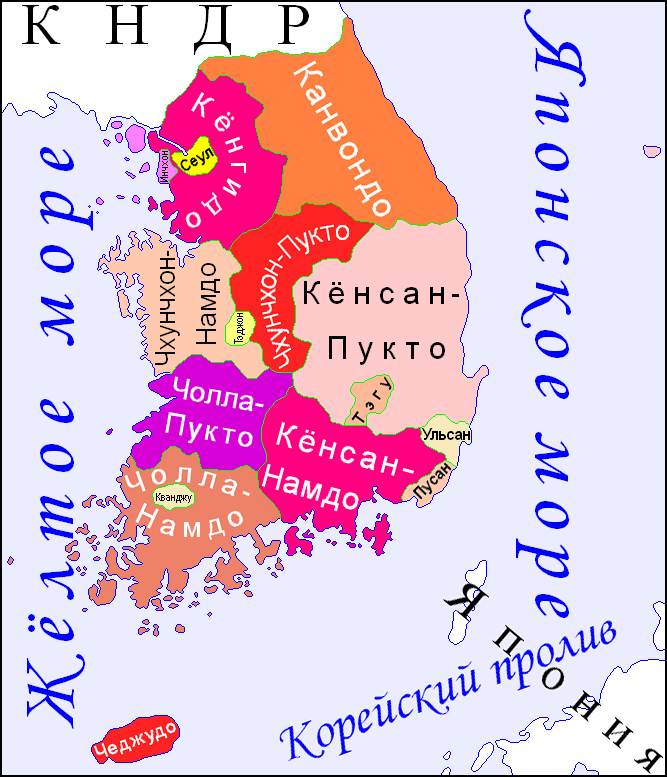
Административное деление Республики Корея

Южная Корея разделяется на 9 провинций (то), 6 городов-метрополий (до 1995 — городов прямого подчинения) со статусом, приравненным к провинциям (кванъёкси), и 1 город особого статуса (тхыкпёльси). Они, в свою очередь, делятся на ряд более мелких образований, включающих: город (си), уезд (кун), городской муниципальный округ (ку), посёлок (ып), волость (мён), район (тон) и деревня (ри).
Хотя термины «город особого статуса», «город прямого подчинения», «провинция» и «город» являются официальными, все остальные термины представлены в вольном переводе, наиболее близко отражающем их значение.

## Экономика
Республика Корея является экономически развитым государством с высоким уровнем доходов на душу населения. Средний размер оплаты труда, по состоянию на 2022 год, составляет ₩4147924,67 ($3089,68) в месяц. С 1 января 2024 года минимальный размер оплаты труда составляет ₩9860 ($7,52) в час и ₩2060740 ($1571,88) в месяц.

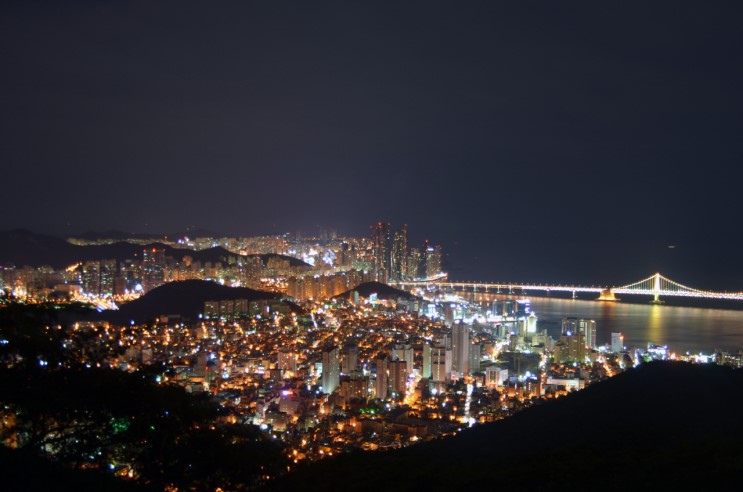
Ночной вид на южнокорейский город Пусан

Преимущества: крупнейший в мире судопроизводитель (45%-ная доля рынка). В Китае большой спрос на корейские товары, особенно автомобили.
Слабые стороны: высокая задолженность и чувствительность к международным передвижениям капитала. Государственный сектор обременяет экономику.
Экономика Республики Корея, по состоянию на 2023 год, по данным МВФ является 14-й в мире по ВВП (по ППС) (2,92 трлн долларов США) и 14-й в мире по номинальному ВВП (1,71 трлн долларов США). По данным ВБ ВВП на душу населения (номинальный) страны вырос со 158 долларов США в 1960 году до 33 121 доллара США в 2023 году. По данным МВФ ВВП на душу населения (по ППС) страны вырос со 2 169 долларов США в 1980 году до 56 552 долларов США в 2023 году.
Ключевые направления южнокорейской экономики за шестидесятилетнюю историю существования государства сильно изменились. В 1940-х годах экономика страны опиралась преимущественно на сельское хозяйство и лёгкую промышленность. В течение следующих нескольких десятилетий акцент сместился в сторону лёгкой промышленности и производства товаров народного потребления, а в 70-х и 80-х годах XX века — в сторону тяжёлой промышленности и высоких технологий. В течение 30 лет, после того как президент страны Пак Чон Хи в 1962 году объявил начало первой пятилетки, экономика страны росла очень высокими темпами, а сама структура экономики сильно изменилась. Благодаря высоким экономическим показателям в 1960-е — 1990-е года в экономической литературе Республику Корея, наряду с Сингапуром, Гонконгом и Тайванем, называют «азиатским тигром». Важнейшую роль в экономическом росте страны сыграли крупные корпорации (чеболи), продукция которых в настоящее время пользуется широким спросом во всём мире.
Бурный экономический рост в 80-х годах замедлился к концу десятилетия до 6,5 % в год, с ростом заработной платы населения выросла инфляция.
Сфера услуг стала доминирующей в экономике страны и составляет 71,5 % ВВП (2007).
Коммерческая деятельность в Южной Корее регулируется Коммерческим кодексом Республики Корея.

## Население

Возрастно-половая пирамида населения Республики Корея на 31 декабря 2022 года

Возрастно-половые пирамиды населения Республики Корея в 1960—2020 г.

Население Южной Кореи составляет около 52 млн человек (2017 год, оценка). Коренным и основным народом страны являются корейцы. С конца XIX века в Корее также проживали несколько десятков тысяч китайцев. На 2006 год их численность оценивалась в 20 700 человек; большинство из них имеют тайваньские паспорта. В последние годы число иностранцев в Корее увеличивается. По данным на ноябрь 2012 года, в Корее находились 1,4 млн иностранцев. Из них по краткосрочным визам (до 3 месяцев) — 293 тыс. человек, по долгосрочным — 944 тыс. человек, на постоянном месте жительства в Корее — 188 тыс. человек. Около половины из них — граждане КНР, из которых примерно две трети — этнические корейцы.
По состоянию на декабрь 2023 года, в Республике Корея проживало 2 507 584 иностранных гражданина, что составляет около 4,89 % населения страны. Половину этого населения составляли граждане Китая (942 395), за ними следовали граждане Вьетнама (271 712), Таиланда (202 121), США (161 895) и Узбекистана (87 698). Из всех иностранных граждан 625 663 человека являются краткосрочными резидентами. В эти цифры не включены граждане иностранного происхождения, которые приехали в страну и впоследствии получили гражданство Республики Корея; общее число таких натурализованных граждан Республики Корея превысило 200 000 в 2019 году. Многие иммигранты из Китая, Узбекистана, России и Казахстана являются этническими корейцами.

### Религия
Основные религии в Южной Корее — традиционный буддизм и относительно недавно проникшее в страну христианство. На оба эти течения сильное влияние оказало конфуцианство, которое было официальной идеологией династии Чосон в течение 500 лет, а также шаманизм, который был основной религией простого народа Кореи.
Согласно статистике, собранной южнокорейским правительством в 2003 году, около 46 % жителей страны не являются приверженцами какой-либо религии. Христиане составляют 29,3 % населения (18,3 % — протестанты, 10,9 % — католики), а буддисты — 22,8 %. В Сеуле находится самая посещаемая в мире христианская церковь — Церковь Полного Евангелия Ёыйдо, членами и посетителями которой является свыше 750 тысяч верующих в неделю. В стране также присутствуют мормоны и Свидетели Иеговы.
Приверженцы других религий составляют около 2,5 % религиозного населения. В основном это последователи школы Вонбульгё (вон-буддизм) и школы Чхондогё, сочетающей элементы даосизма, конфуцианства и христианства. Конфуцианство исповедуется небольшим количеством верующих, однако до сих пор в укладе жизни корейцев прослеживаются черты его влияния.
В Южной Корее насчитывается около 150 тысяч мусульман (0,3 % населения) — в основном это рабочие мигранты из Пакистана и Бангладеш, но также около 35 тыс. корейцев.
В Корее есть и православные. Исторически миссия Православной церкви начала своё существование с конца XIX века. Первым руководителем миссии, приложившим значительные усилия по основанию здесь православия, был архимандрит Хрисанф (Щетковский). В настоящее время Православная церковь в Корее находится в юрисдикции Константинопольского Патриархата. Глава — митрополит Сотирий. Прихожане — в основном православные люди, приехавшие в Корею на временную работу, а также граждане России, вступившие в брак с местными жителями; кроме этого, её прихожанами являются корейцы, переехавшие из России на историческую родину, и некоторое количество коренных корейцев.

### Языки
Государственный язык Республики Корея — южнокорейский — является изолированным. По грамматическому строю — агглютинативный язык с порядком слов SOV. Ранее для его записи использовались китайские иероглифы (ханча); в наши дни, по большей части, используется алфавит хангыль. Он отличается от севернокорейского языка и имеет ещё несколько диалектов внутри страны.

## Культура

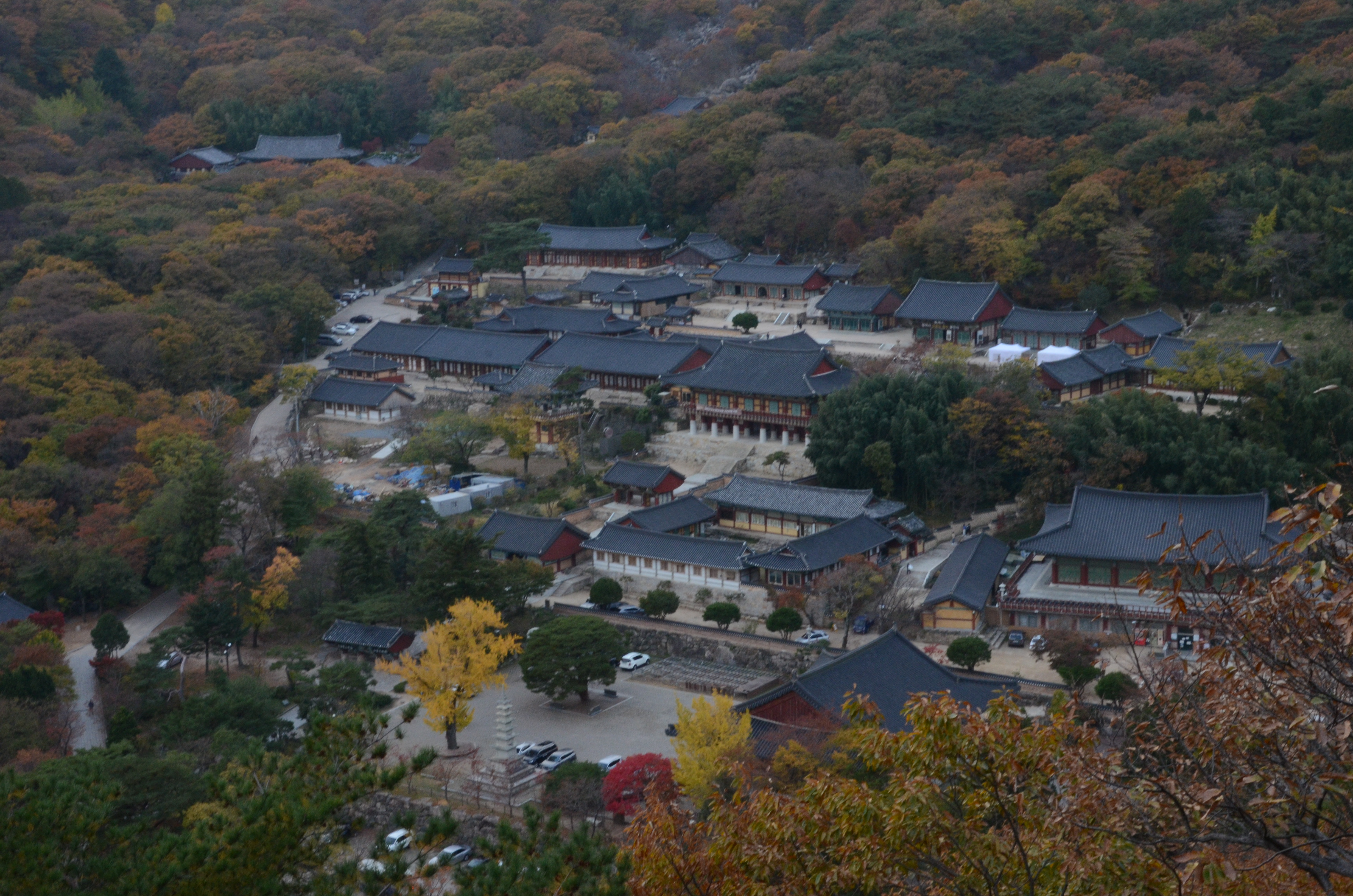
Традиционная архитектура Южной Кореи

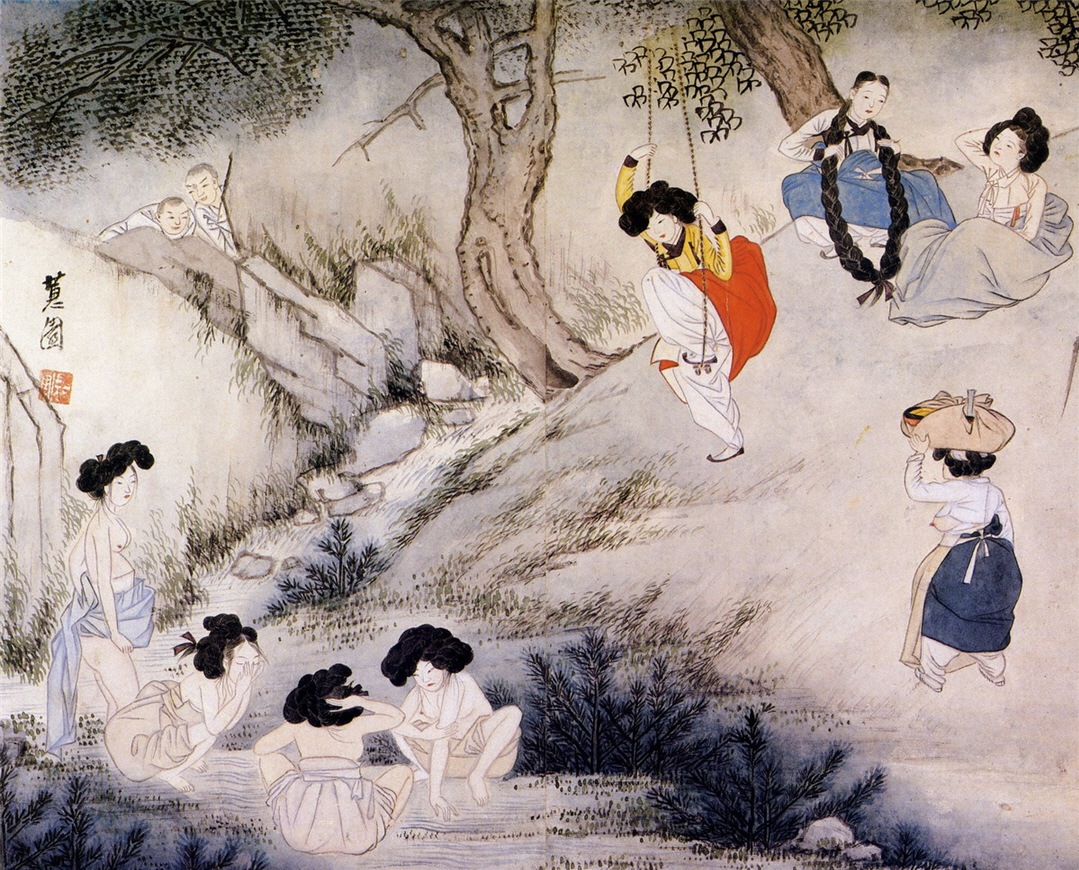
«Сценка на празднике Тано».
Картина Син Юн Бока

Корея обладает древней, богатой культурой.
Архитектура Кореи имеет многовековую историю. Старейший и наиболее примечательный из памятников корейской архитектуры — дворец Кёнбоккун в Сеуле («дворец солнечного света и счастья»), построенный в 1394 году. Дворцовый комплекс разделён на несколько частей-павильонов. Вокруг тронного зала Кынджончжон располагались личные покои короля Тхэджо (годы правления — 1392—1398), основателя династии Чосон. Один из павильонов, Кёнхверу, расположен в центре лотосового пруда. На территории дворца также находится Национальный этнографический музей Кореи, в котором представлены предметы традиционного корейского быта. К северу от дворца находится Чхонвадэ («Дом под голубой черепицей») — резиденция президента республики Корея.
В Республике Корее отмечается много праздников. В мире широко известна корейская кухня. Корейское боевое искусство тхэквондо получило распространение во всём мире; частью культуры страны стал также киберспорт, особенно популярна игра «StarCraft».
Корейский кинематограф известен работами таких режиссёров, как Ким Ки Дук, Пак Чхан Ук, Им Квон Тхэк, Пак Кван Су, Ли Кван Мо, Кан Дже Гю, Пон Джунхо, Ли Чхандон.

## Образование, наука и техника
На высшем уровне образованием и наукой в стране занимается Министерство образования, науки и техники Республики Корея, образованное в 2008 году при слиянии Министерства образования и Министерства науки и техники. Первой национальной астрономической обсерваторией стала Астрономическая обсерватория Кёнхи.

### Кибербезопасность
Ряд кибератак в первой половине 2013 года, направленных на правительственные СМИ, телевидение и банковские веб-сайты, заставил правительство обучить 5000 новых экспертов в области кибербезопасности к 2017 году. Правительство Южной Кореи обвинило своего северного соседа в этих атаках, а также похожих инцидентах, произошедших в 2009, 2011 и 2012 годах, но Пхеньян отвергает обвинения.
В конце сентября 2013 года Министерством обороны и национальной разведывательной службы было объявлено о конкурсе в сфере компьютерной безопасности. Победители были объявлены 29 сентября 2013 года и поделили призовой фонд в 80 млн вон (74 000 долларов).

### Аэрокосмические исследования

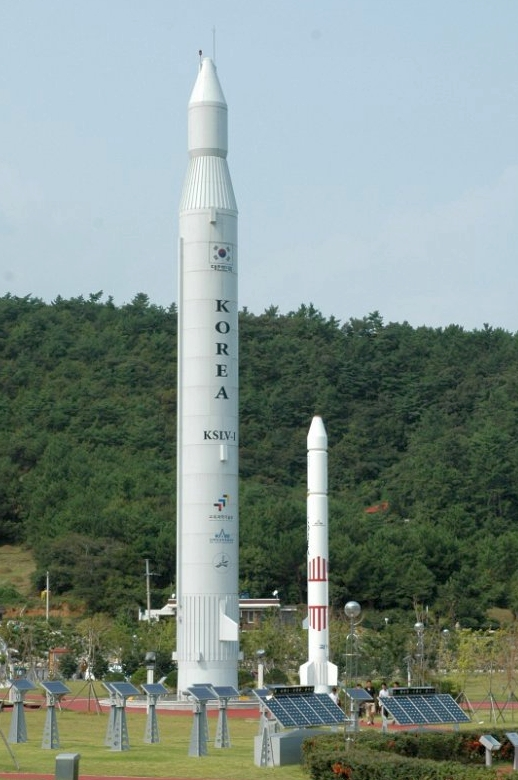
Макет Наро-1

Южная Корея, начиная с 1992 года, отправила в космос до 10 спутников, причём все с использованием иностранных ракет-носителей и на зарубежных космодромах. Так, в частности, в ходе партнёрства с Россией, были отправлены «Arirang-1» в 1999 году и «Arirang-2» в 2006 году. «Arirang-1» был потерян в космосе в 2008 году, после девяти лет работы.
В апреле 2008 года, Ли Со Ён стала первой корейской женщиной-космонавтом, отправившейся в космос на борту российского Союз ТМА-12.
В июне 2009 года, в уезде Кохын, провинции Чолла-Намдо, было завершено строительство первого в Южной Корее космодрома Наро. Первый запуск «Наро-1», в августе 2009 года, завершился провалом. Вторая попытка в июне 2010 года тоже была неудачной, однако третий запуск «Наро-1» в январе 2013 года был успешным. Правительство планирует разработать ракету «Наро-2» к 2018 году.
Постоянное политическое давление США сильно препятствует Южной Корее осуществлять крупные ракетные и ракетно-космические программы.

### Робототехника

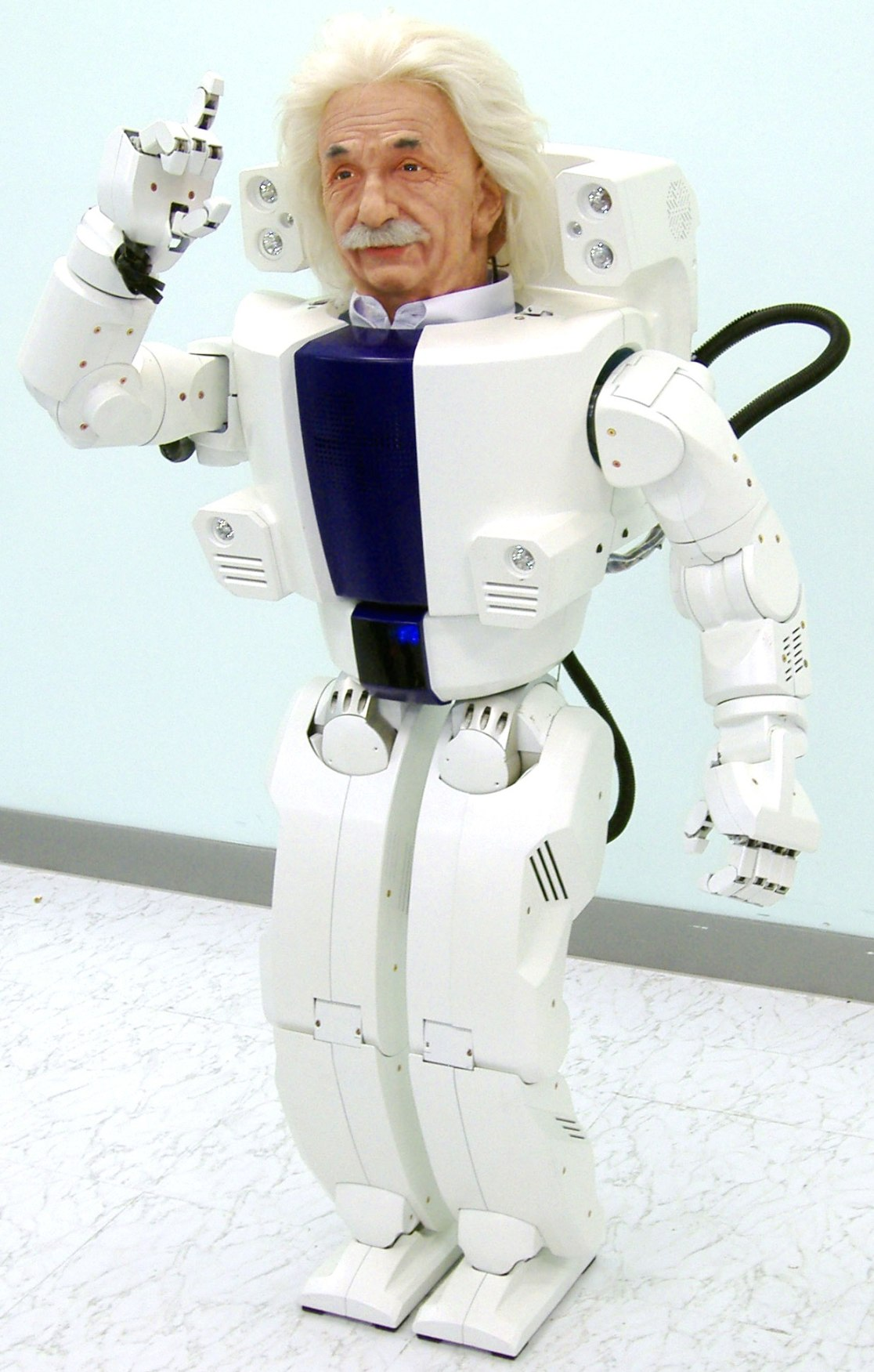
Albert HUBO, разработанный KAIST, может показывать отчётливые жесты всеми пятью пальцами

Робототехника в Корее с 2003 года была включена в список основных национальных проектов. В 2009 году правительство объявило о планах построить роботов для свободной экономической зоны Инчхона и Масана.
В 2005 году, Корейский ведущий научно-технический институт разработал человекоподобного робота HUBO. В мае 2006 года команда Korea Institute of Industrial Technology разработала первого корейского робота-андроида EveR-1.
В феврале 2010 года, в связи с нехваткой учителей, стало известно о планах создания роботов, преподающих английский язык, и уже в 2013 году в дошкольных учреждениях стали появляться наиболее успешные разработки. Робототехника также нашла место в сфере развлечений. Корейский игровой роботофестиваль проводится ежегодно с 2004 года с целью содействия развитию науки и технологий робототехники.

### Образование

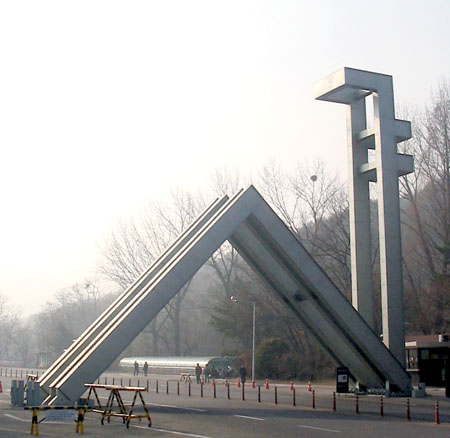
Сеульский национальный университет

Образование в Южной Корее имеет решающее значение для финансового и социального развития государства. Система южнокорейского образования является одной из технологически передовых. В учебных заведениях благодаря оптоволоконным соединениям имеется доступ к высокоскоростному широкополосному интернету. С использованием этого был также разработан первый в мире цифровой учебник, распространяемый бесплатно в школах начиная с 2013 года.
Южная Корея приняла новую образовательную программу для увеличения количества иностранных студентов. По данным Министерства образования, науки и технологий, до конца 2010 года, число стипендий для иностранных студентов в Южной Корее будет увеличено вдвое, а число иностранных студентов достигнет 100 000 человек.
В Южной Корее, несмотря на формально бесплатное школьное образование, процветает дорогостоящее репетиторство в начальной школе. Несмотря на то, что система обязательных национальных экзаменов в начальной школе принуждает родителей выкладывать в год около 24 млрд евро, при этом ежегодно объём репетиторских услуг увеличивается на 3 %. Директор Института планирования образования ЮНЕСКО профессор Марк Брэй назвал эту систему «теневым образованием». Этой системой охвачено около 73 % учащихся начальной школы и 55 % средней школы.

## Транспорт, энергетика и инфраструктура
Транспорт в Южной Корее представляет собой систему транспортных коммуникаций страны, таких как железные и автомобильные дороги, воздушные и морские магистрали.
Поезда Korail соединяют все крупные южнокорейские города. В настоящее время восстанавливаются две железнодорожных линии — Кёнъисон и Тонхэ. Корейские высокоскоростные поезда KTX обеспечивают связь по таким линиям, как Кёнбусон. Крупные города, такие как Сеул, Пусан, Инчхон, Тэгу, Тэджон и Кванджу, имеют метрополитен. Терминалы экспресс-автобусов имеются в большинстве городов.
Южнокорейский международный аэропорт Инчхон является крупнейшим аэропортом, строительство которого было завершено в 2001 году. На 2007 год он обслуживал 30 млн пассажиров в год. Другие крупные международные аэропорты — Кимхэ и Чеджу. Есть также семь внутренних аэропортов и большое количество вертодромов.

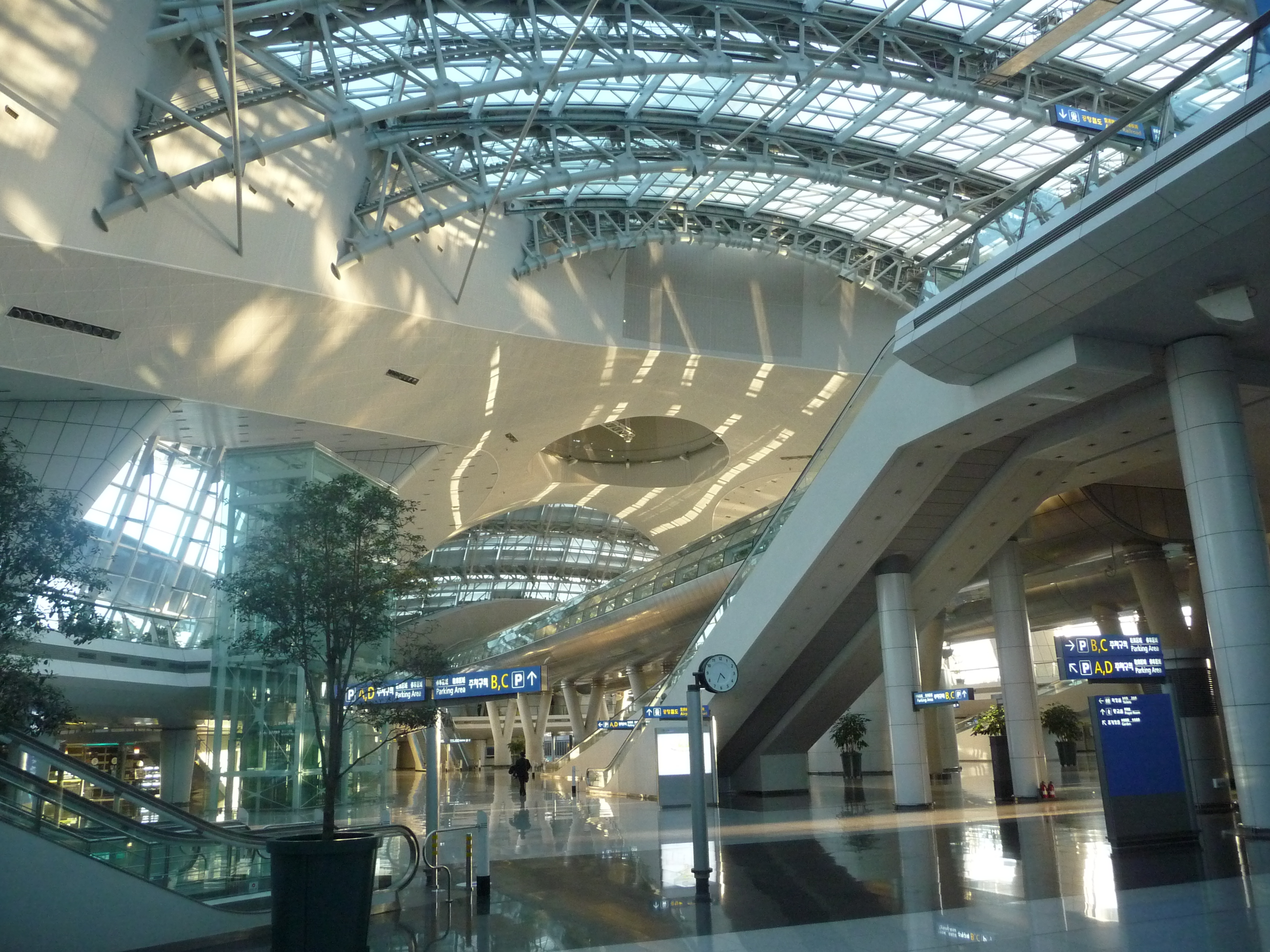
Станция маглева в международном аэропорту Инчхон

Авиакомпания «Korean Air», основанная в 1962 году, на 2008 год обслужила 21,64 млн пассажиров, в том числе 12,49 млн иностранцев. Южнокорейские авиакомпании обслуживают 297 международных маршрутов.
Южная Корея занимает пятое место в мире по количеству АЭС и второе в Азии (по состоянию на 2010 год). АЭС поставляет 45 % электроэнергии страны, что стимулирует развитие различных современных реакторов.
Южная Корея является экспортёром ядерных реакторов и имеет договоры поставок с ОАЭ, Иорданией и Аргентиной. По состоянию на 2010 год, Южная Корея и Турция ведут переговоры о строительстве двух ядерных реакторов. Южная Корея готовится к участию в торгах на строительство лёгководного ядерного реактора для Аргентины.

## Международные отношения
Южная Корея поддерживает дипломатические отношения с более чем 188 странами и постоянные посольства в 112 странах, а также 42 консульских учреждения и 4 представительства. Она является членом ООН и вступила в организацию одновременно с Северной Кореей в 1991 году. С 2007 по 2017 год южнокорейский министр иностранных дел Пан Ги Мун занимал должность генерального секретаря ООН.
В 2010 году Южная Корея и Европейский союз заключили соглашение о свободной торговле с целью снижения торговых барьеров. Кроме того, Южная Корея ведёт переговоры по подобному соглашению с Канадой и Новой Зеландией. Южная Корея принимала у себя саммит G-20, состоявшийся в Сеуле в ноябре 2010 года.
Страна — член ВТО и ОЭСР.

### Россия
До сентября 1990 года формальных дипломатических отношений между СССР и РК не существовало. СССР признавал только правительство Ким Ир Сена в Пхеньяне, которое официально претендовало на роль общекорейского правительства (впрочем, аналогичные претензии высказывались и правительством РК в Сеуле). Контакты между двумя странами стали развиваться только в конце 1980-х годов — в особенности, после успешной Олимпиады 1988 года, прошедшей в Сеуле.
20 сентября 2004 года президент Южной Кореи Но Му Хён, начиная визит в Россию, дал интервью газете «Известия», в котором заявил, что в 2004 году отмечается 120-я годовщина Договора о дружбе и торговле между Россией и Кореей и 140-летие добровольного переселения корейцев в Россию.
Президент отметил, что Россия и Республика Корея заключили соглашение о сотрудничестве в области космоса и создали совместный исследовательский центр. РК осуществила запуск своего искусственного спутника земли с помощью российских технологий и планирует запустить второй спутник. Россия окажет Республике Корее поддержку при подготовке космонавтов.
По словам президента, добровольное переселение корейцев на российский Дальний Восток в 1864 году произошло в очень трудный для Кореи период, когда корейцы потеряли страну. Уже позднее в связи с различными политическими и экономическими изменениями в России 172 тысячи корейцев были насильственно переселены с Дальнего Востока в Среднюю Азию.
Несмотря на трудности, которые корейцы тогда переживали, Корея не могла оказать им помощь, поскольку была слабой страной. Поэтому Корея считает себя «должником» перед «русскими корейцами», которые благодаря своему трудолюбию достигли больших успехов в Советском Союзе и, в частности, внесли вклад и в установление дипломатических отношений между Советским Союзом и Республикой Корея в 1989 г.
Накануне визита президента Южной Кореи Но Му Хёна в Россию большая часть комментариев корейских чиновников была посвящена организации поставок в Южную Корею российских энергоресурсов — в первую очередь, газа Ковыктинского месторождения (Иркутская область). Южная Корея импортирует 70 % энергоносителей из стран Ближнего Востока и нуждается в диверсификации поставок за счёт Восточной Сибири и Дальнего Востока.
Компания «Газпром», однако, не считает разработку Ковыктинского месторождения первоочередной задачей, предпочитая вкладывать инвестиции в разработку месторождений на Сахалинском прибрежном шельфе.
В ходе визита президента Южной Кореи Но Му Хёна в Россию были подписаны:
- меморандум по совместной разработке компаниями «Роснефть» и Корейской национальной нефтяной компанией («Korea National Oil Corporation») проекта «Сахалин-3» (добыча нефти на Венинском блоке шельфа Сахалина) и участка Западно-Камчатского шельфа Охотского моря (предполагаются инвестиции в геологоразведку в объёме 250 млн долларов);
- декларация о необходимости активизировать сотрудничество в области транспорта энергоносителей на Корейский полуостров;
- соглашение на проектирование, поставку оборудования и строительство нового нефтеперерабатывающего и нефтехимического комплекса в Нижнекамске (Татарстан), предполагающее корейские инвестиции в объёме 1,7 млрд долларов;
- соглашение с «Samsung» по десятилетнему проекту модернизации Хабаровского НПЗ стоимостью 500 млн долларов;
- кредитные соглашения на 50 млн долларов для финансирования поставок южнокорейских товаров и услуг в Россию.

Общая сумма инвестиций по подписанным соглашениям превышает 4 млрд долларов.
С 1 января 2014 года введён безвизовый режим между Республикой Кореей и Российской Федерацией.

### Китай
В 2010 году Китай занял первые места по южнокорейскому экспорту (23,2 % экспорта РК) и импорту (16,8 % импорта в РК). Товарооборот двух стран за 1994—2010 годы увеличился с 11,7 млрд долларов до более чем 100 млрд долларов. Исторически Корея имеет тесные отношения с Китаем. До формирования государственности Южной Кореи корейские борцы за независимость сотрудничали с китайскими солдатами во время японской оккупации. Однако после Второй мировой войны Южная Корея начала сближение с Соединёнными Штатами. КНР помогала Северной Корее в ходе Корейской войны, в результате чего дипломатические отношения между Южной Кореей и КНР почти полностью прекратились. Официально дипломатические отношения между Южной Кореей и КНР вновь были восстановлены 24 августа 1992 года. Страны стремились к улучшению двусторонних отношений и сняли продолжавшееся 40 лет торговое эмбарго. Республика Корея разорвала официальные отношения с Китайской Республикой после установления официальных отношений с КНР, которая блокирует международное признание правительства на Тайване, считая себя единственным представителем Китая.

### Европейский союз
Европейский союз и Южная Корея являются важными торговыми партнёрами. Договор о свободной торговле был одобрен в сентябре 2010 года, и вступил в силу с 1 июля 2011 года. Южная Корея для Евросоюза — это восьмой по величине торговый партнёр, а ЕС стала для Южной Кореи вторым по величине экспортёром. Торговый оборот ЕС с Южной Кореей превысил €65 млрд в 2008 году, и имеет среднегодовые темпы роста на 7,5 % в период между 2004 и 2008 годами.
Евросоюз стал крупнейшим иностранным инвестором в Южной Корее, начиная с 1962 года, и на 2006 год процент ПИИ составил почти 45 %. Тем не менее, компании ЕС имеют значительные проблемы с доступом и работой на южно-корейском рынке из-за жёстких стандартов и требований для продуктов и услуг, зачастую создающих барьеры для торговли. Находясь в постоянных двусторонних контактах с Южной Кореей, ЕС стремится улучшить эту ситуацию.

### Великобритания
В ноябре 2023 года по случаю государственного визита президента Юн Сок Ёля в Лондон, Республика Корея и Великобритания приняли соглашение о повышении уровня своих отношений до «глобального стратегического партнёрства» и углубили сотрудничество в сферы безопасности и экономики. Соглашение подчёркивает их общую позицию по реагированию на глобальные проблемы. Помимо этого, создано «стратегическое киберпартнерство» для укрепления возможностей реагирования на киберугрозы, стороны также договорились, что будут расширять сотрудничество в сфере обороны и безопасности.

### Япония

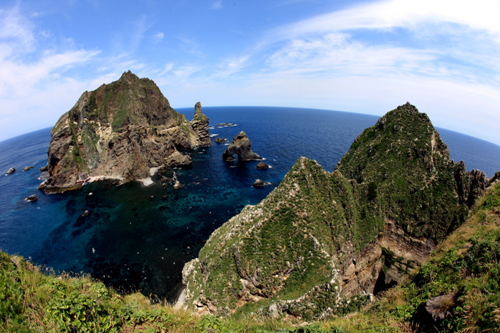
Острова Лианкур, спорная территория между Японией и Южной Кореей

Южная Корея и Япония восстановили дипломатические отношения в 1965 году. Между тем, в Южной Корее существуют антияпонские настроения из-за ряда нерешённых споров, многие из которых обусловлены периодом японского правления после присоединения к Японии в 1910 году.
24 июля 2019 года Республика Корея выдворила двух военных представителей Японии в связи с обвинением в шпионаже.

### Северная Корея
Торговые отношения между Сеулом и Пхеньяном (неофициальные, через Гонконг) были восстановлены в 1980 году, когда КНДР закупила товаров из РК на сумму в 1,03 млн гонконгских долларов; в 1981 году южнокорейский экспорт в Северную Корею составил 1,43 млн гонконгских долларов, а импорт — 0,17 млн гонконгских долларов. В 1990 году в Республике Корее был принят закон, освобождающий товары, поступающие с Севера от таможенных пошлин; в 1995 году законом о выполнении соглашения о ВТО зафиксировано, что торговля с КНДР является «внутригосударственным обменом». До 1991 года объём взаимной торговли оставался незначительным: в 1990 году экспорт из РК составил 1,3 млн долларов, импорт из КНДР — 12,3 млн долларов. Затем произошёл резкий рост товарооборота: 1991 год — 111,3 млн долларов, 1995 год — 287,3 млн долларов, 2000 год — 425 млн долларов, 2005 год — 1055 млн долларов, 2010 год −1912 млн долларов, 2012 год — 1971 млн долларов. До 1998 года экспорт из КНДР превышал импорт из РК, но в 1999 году на южнокорейский экспорт пришлось 211,8 млн долларов, затем ситуация опять изменилась и в 2012 году северокорейский экспорт (1074 млн долларов) опять превышал южнокорейский импорт. Кроме того, в 1990-е — 2000-е годы был реализован ряд совместных проектов: туристические туры в Кымгансан (с 1998 года, причём только за 2008 год это место посетило около 200 тыс. южан, но в 2010 году все объекты комплекса были конфискованы Пхеньяном), в 2004 году были соединены железные дороги двух стран (в 2008 году транзит поездов был приостановлен по решению Пхеньяна), с 2004 года начал функционировать Кэсонский промышленный комплекс (в 2012 году там работали 53 448 северокорейских рабочих и 785 южнокорейских рабочих, которые выпустили на экспорт продукцию общей стоимостью 469,5 млн долларов — преимущественно текстиль, обувь и электротовары).
После Корейской войны Северная Корея и Южная Корея подписали соглашение о стремлении к миру. 4 октября 2007 года лидеры двух стран подписали соглашение из восьми пунктов по вопросам мира, переговоров на высоком уровне, экономического сотрудничества, возобновления услуги железнодорожного, автодорожного и воздушного сообщения.
Несмотря на безоблачную политику и усилия по примирению, прогресс осложнялся северокорейскими ракетными испытаниями в 1993, 1998, 2006, 2009, 2013 и в 2016 году. 27 мая 2009 года КНДР заявила, что перемирие на Корейском полуострове будет недействительно в случае полноценного участия Южной Кореи в ИБОР. Ситуацию ухудшила история с гибелью южнокорейского военного корабля «Чхонан» в марте 2010 года. В мае 2010 года Ли Мён Бак заявил, что Сеул будет прекращать всю торговлю с Северной Кореей в рамках мероприятий, направленных на ответный удар по Северной Корее, дипломатически и финансово, за исключением совместных промышленного региона Кэсон и гуманитарной помощи. Северная Корея изначально угрожала разорвать все связи, чтобы полностью аннулировать предыдущий пакт о ненападении и ограничить доступ южных корейцев к промышленному региону Кэсон, но отказалась от своих угроз и решила не прерывать свои связи с Южной Кореей. После этого наблюдался спад в работе промышленного региона Кэсон, но 16 сентября 2013 года, после длительных и напряжённых переговоров между КНДР и РК, стороны возобновили работу совместного комплекса.
15 сентября 2017 года, в связи с запуском баллистической ракеты КНДР, Республика Корея произвела ответный запуск двух баллистических ракет типа «Хёнму-2».

### Соединённые Штаты Америки

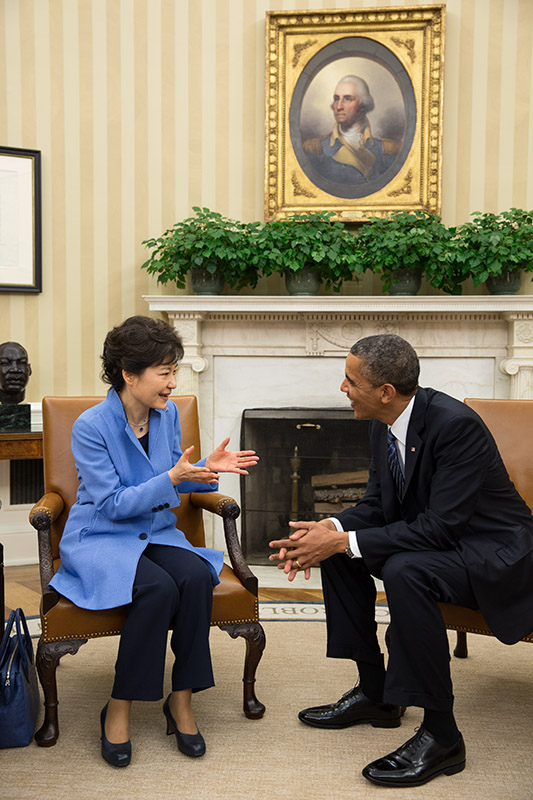
Президент Пак Кын Хе на двусторонней встрече с президентом США Бараком Обамой, 7 мая 2013 года

Соединённые Штаты были вовлечены в деколонизацию Кореи (в основном, на юге страны, на севере — Советский Союз) после Второй мировой войны. После Корейской войны Южная Корея и США подписали «Договор о взаимной обороне», в соответствии с которым нападение на любую из сторон из Тихого океана вызовет ответ от обеих. В 1967 году договор о взаимной обороне обязал Южную Корею отправить крупный военный контингент для поддержки США в войне во Вьетнаме. В 2007 году между Южной Кореей и США было подписано соглашение о свободной торговле, но его формальная реализация откладывалась до утверждения законодательными органами двух стран. 12 октября 2011 года Конгресс США принял давно зашедшее в тупик торговое соглашение с Южной Кореей, и оно вступило в силу 15 марта 2012 года.
В 2019 году численность военнослужащих армии США на территории РК составила 28,5 тыс. 5 апреля 2019 года парламент РК ратифицировал соглашение об увеличении расходов на содержание войск США на 8,2 %.

## Армия
Долгая история нападений соседей-агрессоров и продолжающаяся напряжённость в отношениях с Северной Кореей, побудили Южную Корею тратить 15 % бюджета на армию и сохранить обязательную воинскую повинность для мужчин. Южная Корея по численности действующих войск седьмая в мире (655 тыс. на 2012 год), вторая в мире по численности резервных войск (4,5 млн на 2012 год) и одиннадцатая по величине оборонного бюджета. Республика Корея проводит регулярное обучение как с действующими, так и резервными войсками. Страна занимает второе место по количеству военнослужащих на душу населения в мире после КНДР.
Южнокорейская армия включает сухопутные войска, ВМФ, ВВС и корпус морской пехоты. Большинство из этих сил концентрируются вблизи Корейской демилитаризованной зоны. Все южнокорейские мужчины конституционно обязаны служить в армии. До 2011 года граждане Кореи, являющиеся детьми от смешанных браков, были освобождены от воинской обязанности, в 2011 году это освобождение отменено. Сегодня срочная служба длится, как правило, 21 месяц.

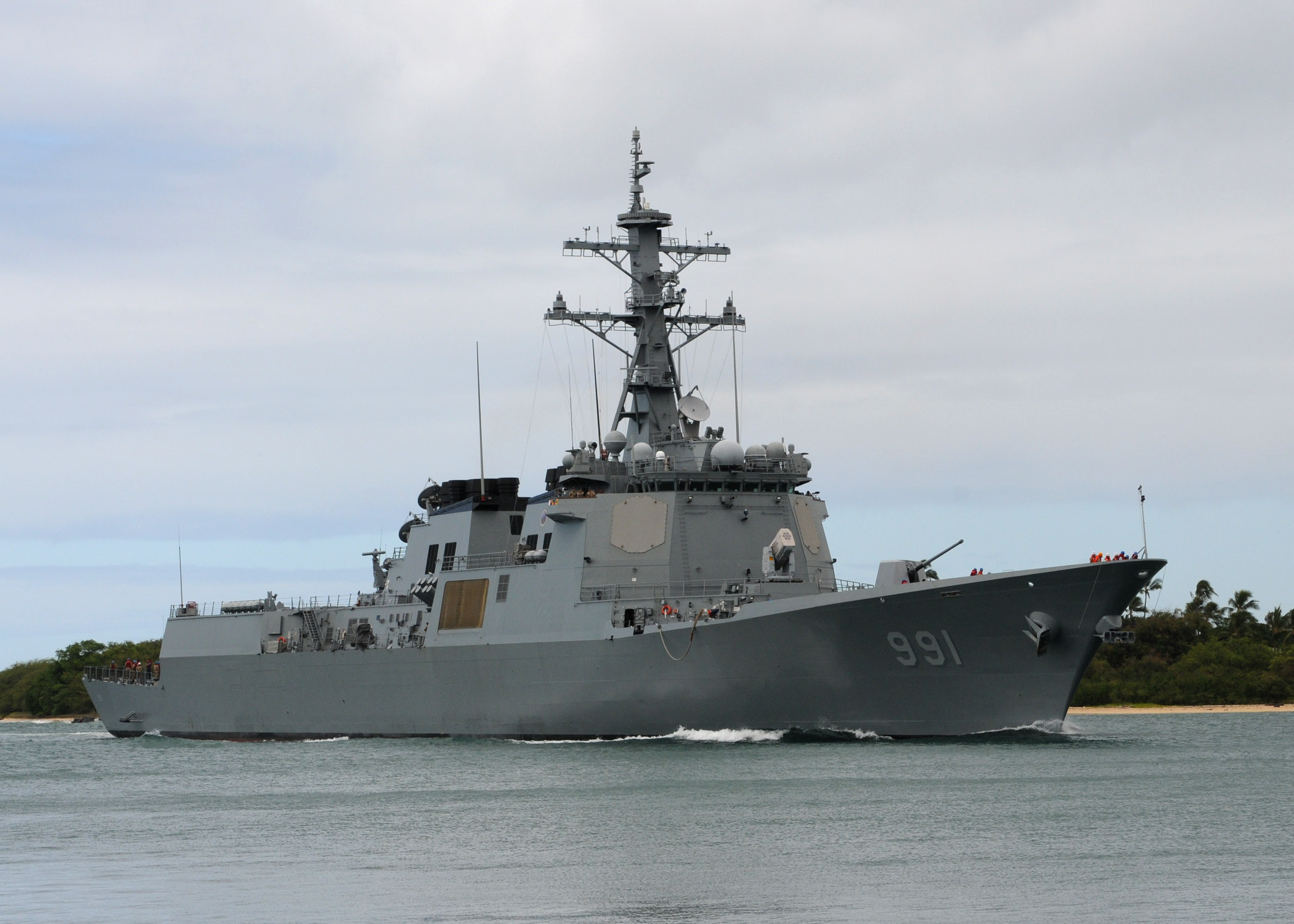
Эскадренный миноносец с управляемым ракетным оружием типа «Король Седжон» (DDG 991)

Также ежегодно 1800 корейских мужчин проходят службу в корейском отряде американской армии (KATUSA).

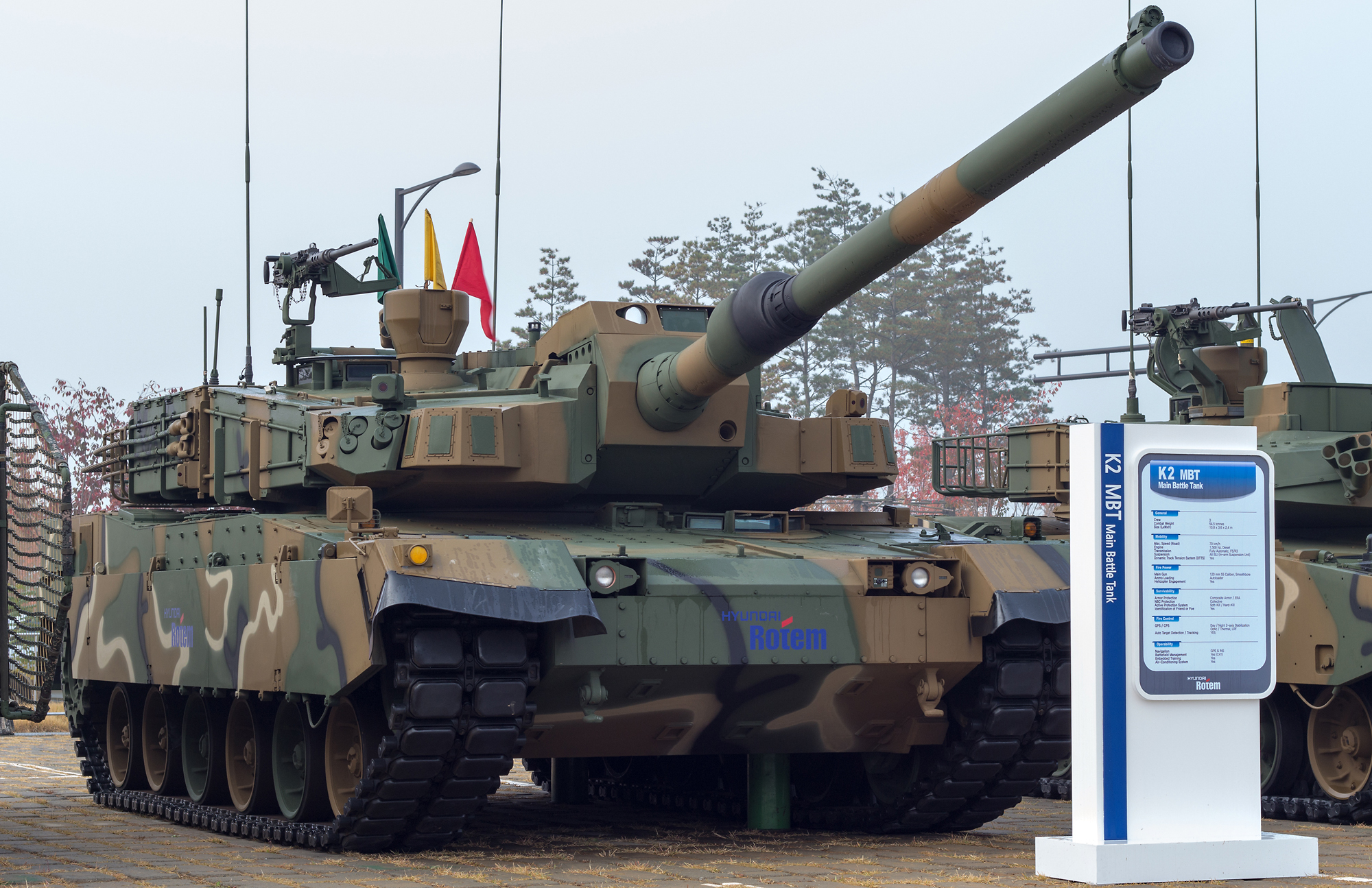
Танк K2 Чёрная Пантера

В южнокорейской армии в эксплуатации находится 2500 танков, в их числе K1 и K2 Чёрная Пантера, являющиеся основой южнокорейской механизированной бронированной техники и пехоты. Значителен арсенал многих артиллерийских систем, в том числе 1700 единиц самоходных установок M109 и K9 Thunder и 680 вертолётов и беспилотников многочисленных типов, приспособленных для разведки и материально-технического обеспечения.
Основу южнокорейского военно-морского флота составляют боевые группы из эскадренных миноносцев типа «Чхунмугон Ли Сунсин» и «Король Седжон», универсальных десантных кораблей типа «Токто», подводные лодки типа 214.
В составе южнокорейских ВВС числится 840 самолётов, что делает страну девятой в мире по величине ВВС. Основу составляют такие самолёты, как F-15K, KF-16C/D, F/A-50, F-4E и KF-5E/F.
В мае 2011 года «Korea Aerospace Industries» Ltd. подписала $400 млн сделку по продаже 16 самолётов T-50 Golden Eagle Индонезии.

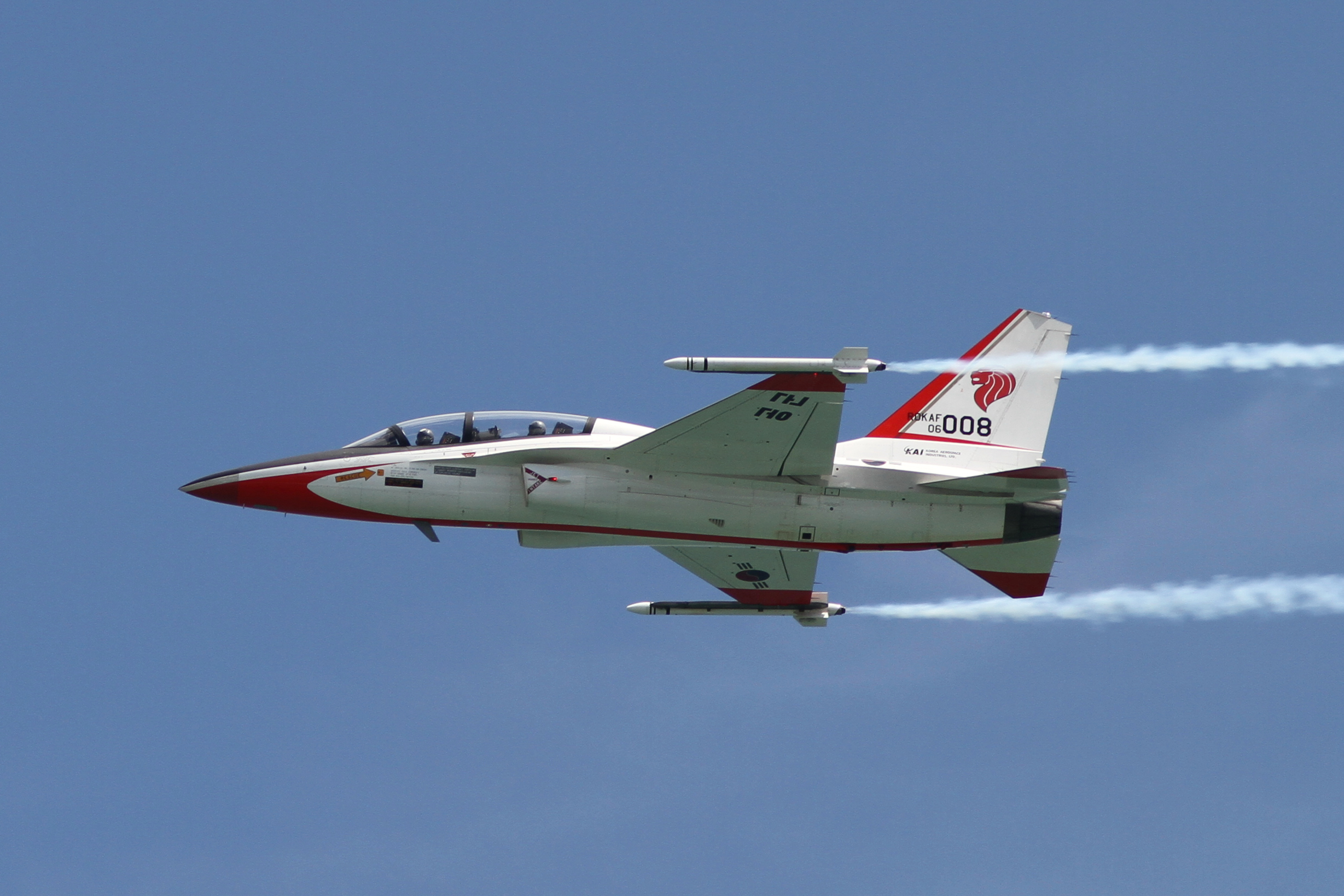
TA-50 Golden Eagle

Время от времени Южная Корея направляет свои войска за границу, помогая американским войскам. Южная Корея участвует в большинстве крупных конфликтов, в которые Соединённые Штаты были вовлечены за последние 50 лет. В 2004 году Южная Корея направила 3300 военных в Ирак, что составило третью по величине из сил коалиции после США и Великобритании.
Соединённые Штаты направляют значительный контингент войск в Южную Корею для её защиты в случае восточноазиатских военных кризисов, а также для укрепления своего военного потенциала в Азиатско-Тихоокеанском регионе. В планах США также стоит вопрос о размещении на территории Южной Кореи, элементов американской системы ПРО (до 2017 года близ города Тэгу планируется размещение новейшего комплекса системы ПРО «THAAD»), что создаёт дополнительную напряжённость как и во взаимоотношениях между США и Россией, так и во взаимоотношениях Южной Кореи и России. В Южной Корее дислоцировано примерно 28500 военнослужащих США. Они размещены в городах Осан, Кунсан, Тондучхон, Тэгу. Однако в сентябре 2006 года президенты Соединённых Штатов Америки и Республики Корея согласились с тем, что Южная Корея должна взять на себя ведущую роль в своей собственной обороне.

## Спорт
В Южной Корее есть некоторые традиционные для неё виды спорта, среди них преобладают боевые искусства, такие как тхэквондо и хапкидо, однако виды спорта из западных стран развиты здесь более значительно. Наиболее популярные виды спорта — альпинизм, футбол, бейсбол, баскетбол, плавание, лёгкая атлетика, бокс и фигурное катание. В 2010 году прошёл первый национальный Гран-При Формулы-1.
В Республике Корее прошли Летние Олимпийские игры 1988 года. В 2018 году в городе Пхёнчхан прошли также XXIII Зимние Олимпийские игры.

### Киберспорт
Южная Корея считается родоначальницей киберспорта — спортивных состязаний по видеоиграм. Огромную популярность в стране приобрела игра «StarCraft», став элементом южнокорейской национальной культуры.

## Комментарии
1. ↑  Без учёта территории КНДР, на которую Республика Корея претендует с момента своего образования в 1948 году; общая площадь двух корейских государств составляет 220 750 км²[источник не указан 429 дней].